# دير الزور
دير الزور وتعرف محليًا باسم الدير، مدينة سوريّة تعتبر أكبر مدن الشرق السوري قاطبةً، فضلًا عن كونها مركزًا إداريًا لمحافظة دير الزور.
من غير المعروف على وجه الدقة تاريخ استيطان الإنسان لدير الزور، غير أنها كانت ومنذ العصر السلوقي بلدة صغيرة على نهر الفرات واستمرت في العصور اللاحقة كذلك حتى انتعشت إبان الحكم العثماني للبلاد مع تحولها إلى مركز تجاري على طريق القوافل القادمة من حلب نحو بغداد، وازدادت أهميتها بعد إعلانها مركزًا لمتصرفية الزور عام 1865 حيث توسعت البلدة وتحولت إلى مدينة كبيرة تحوي مختلف الخدمات والمرافق العامة.
ويشكل العرب غالبية سكان مدينة دير الزور مع وجود بسيط للأكراد والأرمن، والقسم الأكبر من العرب ينحدرون من خلفيات عشائريّة سيّما قبيلتا البقارة والعقيدات، وقد شهدت المدينة نموًا ملحوظًا في ثمانينيات القرن الماضي بعد اكتشاف النفط ودخول العديد من شركات الأجنبية العاملة في مجال النفطي وهو ما أدى إلى خلق فرص عمل جديدة لأبناء المدينة وزاد من حجم الأسواق ونشاطها، ويعتمد اقتصاد المدينة اليوم على النشاط الزراعي في أريافها، حيث تمتاز الأراضي الممتدة على جانبي نهر الفرات بالخصوبة العالية ويعتبر كل من القمح والقطن المحصولين الزراعيين الأكثر إنتاجًا في المحافظة، كما يوجد في المدينة بعض الأنشطة الصناعية المتواضعة والتي تعتمد بشكل أساسي على القطاع العام وتتركز في معظمها على الصناعات الغذائية والتحويلية مثل شركة الفرات للغزل والشركة العامة للورق وشركة سكر دير الزور، وقد توجهت الحكومة السورية لتعزيز القطاع الصناعي في المدينة من خلال إنشاء المدينة الصناعية المحدثة بالمرسوم التشريعي رقم 110 للعام 2007  وتعتبر المدينة مركزًا سياحيًا سيّما مع انتشار المدن والمواقع الأثريّة في ريفها، غير أن ضعف الخدمات العامة ومناخها القاسي سيّما في فصل الصيف أثرت سلبًا في تطور نشاطها السياحي.
وبشكل عام، فإن مناخ دير الزور يصنّف بكونه صحراويًا، كما تعاني المدينة من شح الأمطار والعواصف الرملية والترابيّة التي تسمى محلياً (العجاج) وكانت تعاني من فيضان النهر قبل بناء سد الفرات، أما المشكلات التي تواجه المدينة بشكل أساسي حاليًا فهي تلوث مياه الفرات والتصحر.

## أصل التسمية

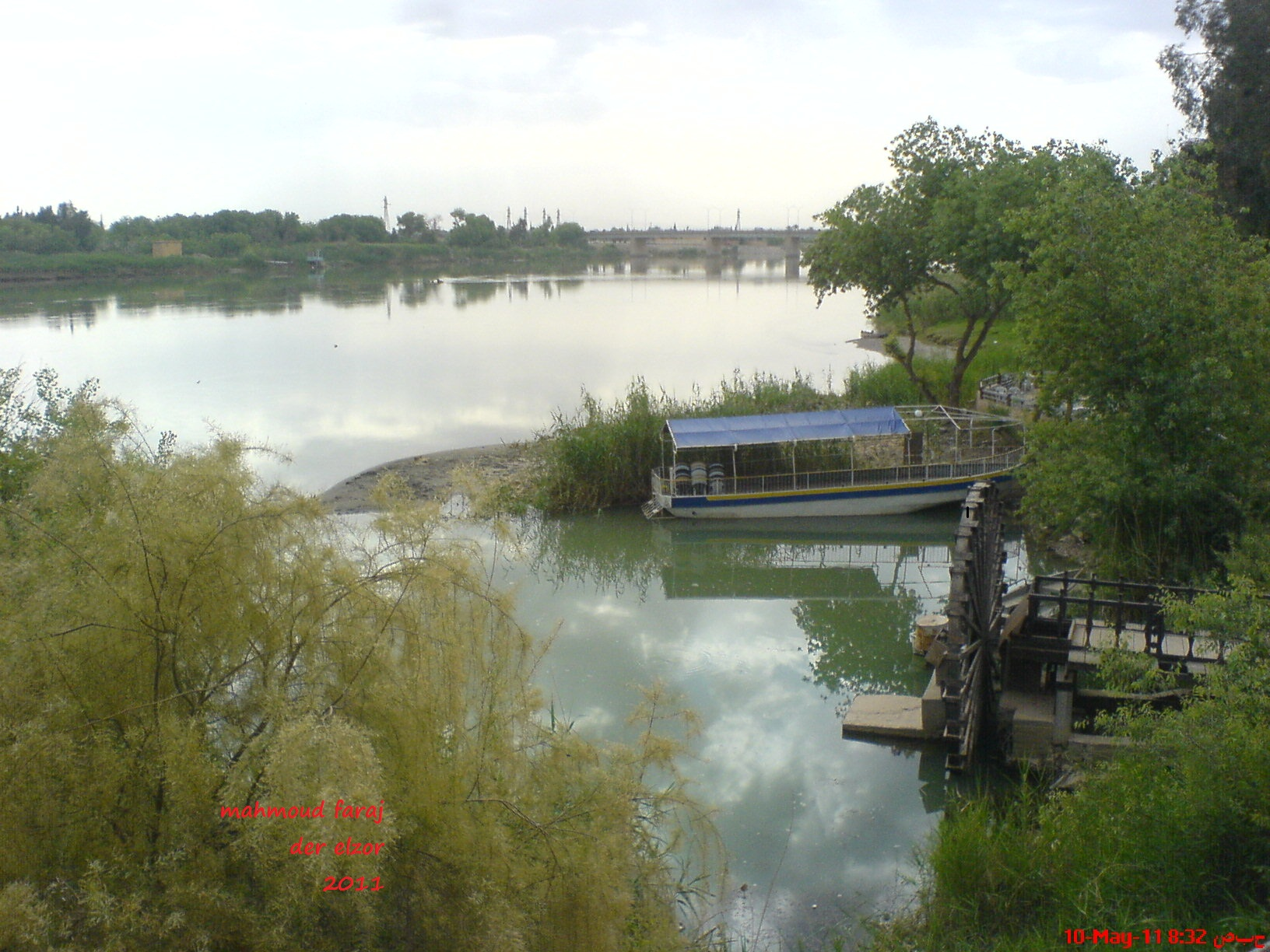
نهر الفرات في مدينة دير الزور.

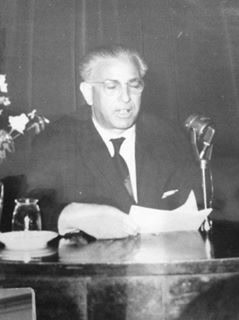
الأستاذ عبد القادر العياش.

بسبب عراقة دير الزور وتعاقب عدة دول على وادي الفرات وما نزل به من خراب ومن قتل لسكانه، لم تحتفظ دير الزور باسم واحد وإنما تبدل اسمها كثيرًا، ومن أبرز هذه التسميات:
1. حسب المؤرخ السوري أحمد سوسة، فإن أقدم الأسماء التي منحت لدير الزور هي «شورا» أو «جديرته» وهي كلمة سريانية تعني الحظيرة، وخلال العصر السلوقي سميت «ثياكوس»، وبعد قيام الدولة الأموية سميت للمرة الأولى «دير بصير»، وقيل إن الدير المذكور هو دير قريب اسمه دير البصيرة.
2. لاحقًا تغير الاسم إلى «دير حتليف» وهو اسم الدير الذي استقر به عبد الملك بن مروان حين اجتاز نهر الفرات لمحاربة مصعب بن الزبير.
3. يوافق موقع دير الزور اسم (دير الرمان) الذي ورد في معجم البلدان لياقوت الحموي (المتوفي سنة 626 للهجرة 1228 للميلاد)، وقد روى الديريون المعمرون أنه كان بدير الزور رمان ممتاز انقطع بسبب توالي الخراب الذي كان البدو يلحقونه بالمدينة، ولما انقطع الرمان بقيت لفظة الدير مجردة.[7]
4. لما شكل العثمانيون تشكيلاتهم الإدارية في القرن العاشر الهجري، ميزو الدير باضافة اسم الرحبة (القلعة القديمة الواقعة جنوب مدينة المياذين، وكانت مأهولة بالسكان وفيها حامية عثمانية لقرب دير الزور منها ولشهرتها القديمة، فأصبح اسم دير الزور (دير الرحبة) وتكتب بالهاء بدلًا من الحاء في الدوائر العثمانية.[8]
5. مع بداية القرن التاسع عشر كان اسم المدينة في حمص ودمشق ودرعا هو «دير الشعار» (بضم الشين وتشديد العين وفتحها)، لكثرة الشعراء فيها، ومنشأ التسمية هو أن شعراء عاميين من أبناء الدير كانو يقصدون شيوخ العشائر ويمدحونهم بشعرهم، ولكي تميز العشائر بلد هؤلاء الشعراء، الحقوا لفظ الشعراء وشاعت هذه التسمية سنين طويلة.
6. سمى بعض الرحالة الأوروبيين الذين جازوا المدينة خلال تلك الحقبة مدينة دير الزور «دير العصافير» لكثرة ما فيها من البلابل على وجه الخصوص.
7. عندما شكل العثمانيون التشكيلات الادارية الثانية في دير الزور سنة 1864، جعلوا من الدير سنجقًا (لواء) وأسموه سنجق دير الزور، وقد اختلف المؤرخون والباحثون في أصل كلمة «الزور»:
  1. يرى العلامة عبد القادر عياش في كتابه حضارة وادي الفرات أن «الزور» في لهجة المدينة العاميّة تعني الغابة، كزور شمر وزور البوحمد وزور الغانم، وهي أزوار واقعة على ضفة نهر الفرات الغربية على طريق حلب دير الزور.[9]
  2. أشار الباحث الاجتماعي "عمر صليبي" في كتابه "لواء الزور في العصر العثماني" عن أصل التسمية بالقول «الزور» بفتح الزاي فتعني الصدر الواسع أي صدر النهر، وهي المنطقة الزراعية المروية الواقعة على ضفاف الفرات والمتكونة بفعل فيضانات الأنهار والمتمثلة بالتربة الخصبة السمراء".[10]
  3. يعتقد البعض أنها من زأرة الأسد، بمعنى الأجمة ذات الماء والقصب، أو من زئير الأسد لوجود الأسود في الماضي في هذا المكان.
  4. يحسب البعض أن لفظ الزور متأتية من لفظ الزيارة لزيارة (أهل الأرياف) للدير.
  5. قال البعض أن اسم «الزور» اشتق من كلمة ازورار أي (مال واعوّج)، لازورار نهر الفرات عند موضع دير الزور.

## التاريخ

### التاريخ القديم

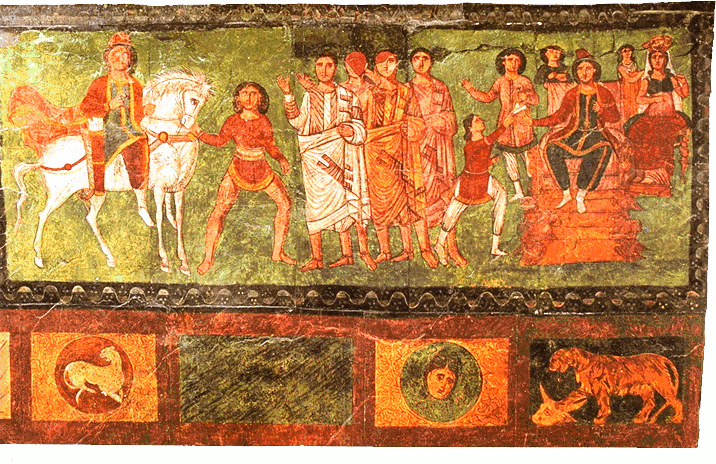
من مكتشفات دورا أوربوس إلى الجنوب الشرقي من دير الزور.

دلت المكتشفات الأثرية في محافظة دير الزور أن المنطقة مأهولة بالسكان منذ الألف التاسع قبل الميلاد، غير أن موقع المدينة الحالي لم يشهد قيام مدينة قوية ذات شأن في الماضي، بل كانت دومًا مركزًا حضريًا تابعًا للمناطق والممالك المجاورة، كمملكة ماري التي قامت في الألف الثالث قبل الميلاد، خلال الألف الثالث قبل الميلاد، استوطن الأموريون المنطقة وأقاموا مملكة يمحاض التي كانت إحدى مراكزها الحضريّة مدينة دير الزور الحالية إلى جانب الميادين وبقرص وترقا وكانت عاصمتها في حلب، ولم تشهد المدينة حوادث مهمة مع تتالي الإمبراطوريات الكبرى كالأكادية أو الآشورية على المنطقة، غير أن بعض الحملات العسكرية التي قام بها الأباطرة كانت تقضي على المراكز الحضرية وتهدمها بالكامل خوفًا من تمردها مستقبلًا، بيد أن دير الزور آنذاك كانت أصغر من أن يكون لها القدرة على التمرد.
وفي القرن الثالث قبل الميلاد عبر الإسكندر المقدوني المنطقة وشيّد مدينة دورا أوربوس التي تبعت لها دير الزور، ورغم التأثر بالثقافة اليونانية إلا أن اللغة الآرامية ظلت السائدة في المدينة، وعندما دخلت سورية في الحكم الروماني عام 64 قبل الميلاد، كانت دير الزور قرية صغيرة هامشية تعرف باسم آزدرا تتبع قرقيسيا التي جعلها الرومان مركز المنطقة، وأقاموا فيها حاميّة عسكرية قويّة، وقد كشفت التنقيبات الأثرية عن وجود عدد من الآثار الرومانيّة والبيزنطيّة في المدينة سيما عند حفر أساسات فندق رغدان فيها، وقد تبعت دير الزور أيضًا لحكم زنوبيا ملكة تدمر في القرن الثاني ضمن فيدرالية ذات حكم ذاتي في الإمبراطورية الرومانية.

### الفتح الإسلامي

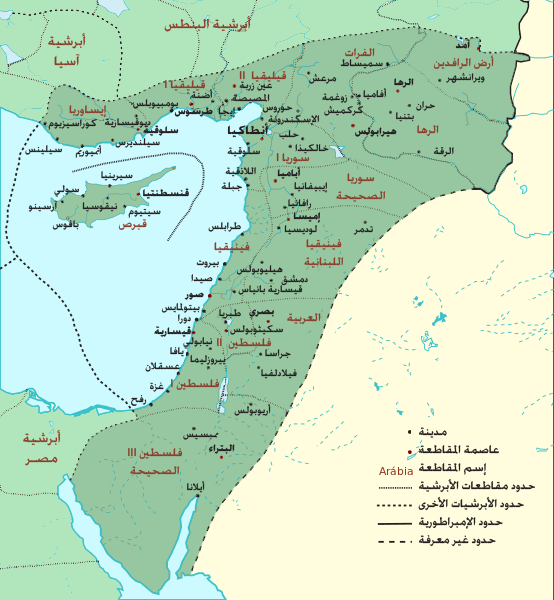
المقاطعات والمحافظات والأجناد الشامية ضمن الأبرشية المشرقية التابعة للإمبراطورية البيزنطية في القرن الخامس الميلادي.

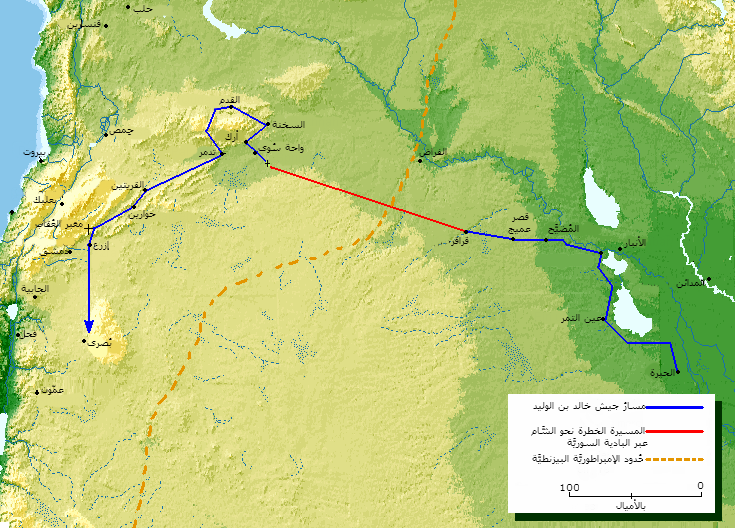
خارطة تُظهرُ مسيرة جيش خالد بن الوليد من العراق إلى الشَّام.

بعد انتهاء حروب الردة واستقرار الأمور في الجزيرة العربية، أرسل أبو بكر الصديق أربعة جيوش لفتح لبلاد الشام، وكان قادة الجيوش كل من يزيد بن أبي سفيان، أبي عبيدة بن الجراح، عمرو بن العاص، شرحبيل بن حسنة، وعلى أثر الصعوبات التي واجهتها هذه الجيوش بسبب قوة جيوش الامبراطورية البيزنطية وكثرة عددها أمر الصديق خالد بن الوليد بالسير بنصف جيش العراق نحو جبهات الشام وقيادة الجيوش هناك.
انطلق خالد بجيشه باتجاه الشام، ففتح بصرى ثم هزم الروم في عدة معارك أهمها اليرموك وأجنادين، وبعد تولي عمر بن الخطاب الخلافة الإسلامية عام 13 هـ (22 اب 634 ميلادي) عزل خالد بن الوليد عن قيادة جيوش الشام واستبدله بأبي عبيدة بن الجراح وأمره باستكمال الفتح، ففتحت دمشق ثم بعلبك ثم حمص وحماة واللاذقية.
بعد الهزائم الساحقة المتتالية للقوات البيزنطية، طلب الإمبراطور البيزنطي هرقل مساعدة المسيحيين العرب من بلاد ما بين النهرين الذين حشدوا جيشًا كبيرًا توجهوا به نحو حمص، قاعدة أبو عبيدة في شمال الشام، وأرسل إليهم هرقل جندًا عبر البحر من الإسكندرية، كتب عمر بن الخطاب إلى سعد بن ابي الوقاص بإمداد أبي عبيدة بالمسلمين من أهل العراق فأرسل إليه الجيوش مع القادة وكان فيهم عياض بن غنم وبلغ الروم الذين كانوا يحاصرون حمص مسير أهل العراق إليهم فانسحبوا من حمص ورجعوا إلى بلادهم فكتب سعد إلى عياض بغزو الجزيرة فغزاها سنة 17 هـ فمر في مسيره بدير الزور وفتحها وكان أهلها يومئذ على دين النصرانية واليهودية، وكان في المدينة دير نصراني يدعي دير النسّاك أُقيم بمكانه الجامع العمري، وأخذ المسلمون منذ ذلك العهد يتواردون إلى مدينة دير الزور من العراق وغيرها من البلدان لحسن موقعها الجامع بين نقاء الهواء وغزارة المياه، أما المسيحيون فتصدع شملهم شيئًا فشيئًا ومنهم من دان بالإسلام.
وبعد فتح الجزيرة الفراتية قال عياض بن غنم:
خلال العصر العباسي شهدت دير الزور استفاضة العمران والازدهار الزراعي بفضل الأمن والعناية بالري وشق الجداول والترع من الفرات والخابور وبفضل «طريق الفرات» التجاري الذي كان يمر فيها، وكانت المدينة من أعمال رحبة مالك بن طوق، وكانت أكبر مدينة على نهر الفرات في العصر العباسي بلدة المياذين حاليًا، ولم تسجل المدينة الصغيرة المدعوة حينذاك «دير الرمان» أية أحداث مهمة خلال عصور انحطاط الدولة العباسية والعصر المملوكي ما خلا تقلّب الدول شبه المستقلة التي نشأت في كنف الدولة العباسية على حكمها باستثناء تدميرها على يد المغول في القرن الثالث عشر.

### العهد العثماني

#### العهد العثماني الأول (من عام 1517 إلى عام 1864)

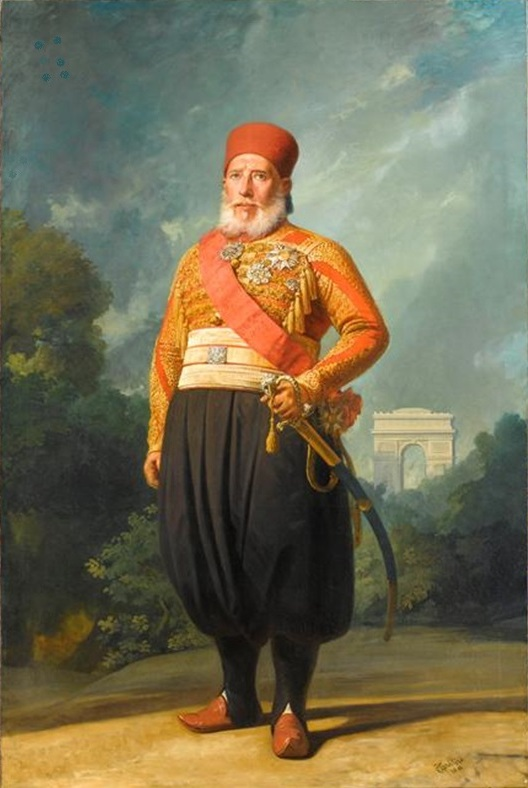
ابراهيم باشا حاكم سورية مابين عامي (1831-1840)

يمتد العهد العثماني الأول من تاريخ دخول العثمانيين لسورية عام 1517 وحتى عام 1864، حيث وجد العثمانيون دير الزور بلدة صغيرة على الفرات الأعلى فاختاروها مركزًا لموظفيهم ووطنوا فيها عددًا من شيوخ العشائر لحماية الطريق التجارية بين حلب وبغداد، وأخذ أبناء العشائر يتوافدون عليها للاتصال برجال السلطة ولشراء الحاجات ولوجود معبر عندها أو مخاضة على نهر الفرات كانت محطة للمسافرين بين الشامية والجزيرة الفراتية.
وقد زارها عدد من الرحالة العرب والأوروبيين وصفوا عمرانها واقتصادها وطباع سكانها، وجاء في الوصف: «بيوتها متلاصقة فوق تل اصطناعي، وسكانها أقوياء البنيّة، وأخلاقهم مهذبة تستأنس بالغريب، وكانت محصولاتهم من القمح والشعير والقطن والذرة، إلى جانب بساتين حافلة بأنواع الفاكهة وفيها شجر النخيل والليمون والبرتقال، وللعبة الشطرنج انتشار شائع بين شيوخها، وهي محاطة بسور وتصل إليها ترعة من الجهة الجنوبيّة تنقل لها مياه نهر الفرات».
تعرضت دير الزور مرارًا لهجمات البدو طمعًا بنهبها، وقد تأثرت كثيرًا بهذه الهجمات، ومنها هجمات الوهابيين عام 1807 وقد نهبت وخربت مرارًا من البدو لأن الدولة العثمانية لم تكن قد أخضعتهم حيث كانت مشغولة بحروبها وفساد سلاطينها وموظفيها، ولذلك سلّح أهل الدير أنفسهم بالبنادق ونظموا جيشًا وطنيًا للدفاع عن المدينة فتراجعت هجمات البدو، غير أن آثارها السلبيّة تمثلت بانكماش الدير داخل سورها، وافادت العزلة أهالي المدينة فاعتمدو على أنفسهم في صنع العديد من حاجاتهم وحاجات القرى المجاورة لهم كالفؤوس والرماح والسيوف وزغل وحياكة القطن، وصنع البارود ونسج البسط والعباءات والثياب القطنية.
لما استتب الأمن نسبيًا بدأت القوافل التجارية تمر بالمنطقة وكانت دير الزور محطة لها، تمدها بالزاد والعلف والحاجات والراحة، وأنشأت الخانات فيها وأخذ الطريق بين حلب وبغداد ينعشها ويخرجها من عزلتها، وبدء ابناؤها يسافرون إلى حوران مع بداية فصل الربيع بقصد التجارة أو العمل ثم يعودون في أول الخريف، كما يسافرون إلى الجزيرة الفراتية للعمل والتجارة وإلى حلب وبغداد وماردين وأورفا للتجارة.
في عام 1831 استولى إبراهيم باشا على دير الزور وأتبعها سنجق حماة وعيّن معجون آغا حاكمًا على الدير، ومكث الحكم المصري حتى 1840 حين عادت سلطة الباب العالي على المدينة، ولعلّ أبرز مميزات حكم إبراهيم باشا القصير الأمد، انتشار السلاح بين سكان المدينة سيّما البنادق التي عرفت باسمه «إبراهيميات» وشكلت أداة رئيسية للدفاع عن البلدة وصد هجمات البدو.

#### العهد العثماني الثاني (من عام 1864 إلى عام 1918)

##### متصرفية الزور

التقسيمات الإدارية في سوريا العثمانية بداية القرن العشرين.

في 2 كانون الثاني من عام 1858 سيرت الحكومة العثمانية حملة عسكرية بقيادة عمر باشا الكرواتي تضم 500 جنديًا لاخضاع العشائر في منطقة الفرات، وقد صلت الحملة إلى مدينة دير الزور وأقتتلت مع أهالي المدينة حيث قتل 16 جنديًا عثمانيًا، واستطاع الجيش العثماني إخضاع المدينة واكتفى عمر باشا بتجنيد 16 شابًا من المدينة بدلًا من قتلى الجيش العثماني.
في عام 1864 ثارت المدينة على الحكم العثماني، فأرسل ثريا باشا والي حلب حملة عسكرية لقمعها، وبعد أن استقرت الحملة جاء ثريا باشا إلى دير الزور وجعل منها مركز قائمقامية المنطقة وفل راجعًا إلى حلب بعد ان عين عمر باشا حاكمًا عليها ولم تدم فترة حكمه أكثر من 6 أشهر حيث عين خليل بك ثاقب قائم مقامًا على دير الزور بعد أن الحقت بحلب، وأنشأت في عهده دار الحكومة (دار السرايا) وثكنة عسكرية ومشفى والسوق الميري واستقرّ في المدينة عدد من الوافدين من أورفا لمساعدته في الإدارة إلى جانب بدء حملات توطين البدو في المراكز الحضريّة على الفرات، وفي عام 1868 حولت قائمقاميّة إلى متصرفية الزور التي لا تتبع لوالي بل ترتبط مباشرةً بالصدر الأعظم في إسطنبول، ومنح متصرفها صلاحيات واسعة وامتدت مساحتها لتشمل محافظتي الرقة والحسكة أيضًا.
وطد المتصرفون الأمن، سيّما في عهد أرسلان باشا، واهتمّوا بتنظيم وتخطيط المدينة وأنشؤوا المدارس وشقوا الشوارع وبنوا الأبنية وأسسوا أول حديقة عامة، كما بنوا الجسور على الفرات وعددًا من المساجد وشجعوا التشجير واستخدموا الزوارق لعبور الفرات، وأصلحوا نظام الضرائب وأدخلوا الزي الأوربي إلى المدينة ولم يعمموه. وقد استمرّ عهد المتصرفين 54 عامًا، تعاقب خلالها 29 حاكمًا عثمانيًا على حكم مدينة دير الزور وكان أخرهم حلمي بك الذي خرج من المدينة مع الجيش العثماني في 6 تشرين الثاني عام 1918، وقد أثر تغيّر الحكام المتواصل وقلة الإمكانات واضطراب الأحوال في الدولة العثمانية سلبًا في النشاط العمراني والاقتصادي والثقافي والاجتماعي للمدينة، كما أن نشوب الحرب العالمية الأولى عام 1914 قد جلب الوبال على عليها، حيث جند الكثير من أبنائها وانتشرت المجاعة والأمراض وصودرت الأرزاق وتوقفت التجارة وبارت الزراعة، ومع ذلك وبرأي العلامة عبد القادر العيّاش فإن دير الزور مدينة بحضارتها للحكام العثمانيين على علاتهم فقد تركوا عليها أثار بصماتهم.
قائمة بحكام دير الزور في العهد العثماني:
| العام | اسم الحاكم       | ملاحظات                                                                                                   |
| ----- | ---------------- | --- |
| 1864  | عمر باشا         | حكم ستة أشهر.                                                                                             |
| 1865  | خليل بك          | انشأ دار الحكومة وثكنة الجند ومستشفى.                                                                     |
| 1866  | أحمد حلمي أفندي  | حكم ستة أشهر.                                                                                             |
| 1866  | عثمان افندي      | |
| 1868  | حسني باشا        | حكم ستة أشهر ومات في دير الزور.                                                                           |
| 1868  | ارسلان باشا      | اخضع قبائل الجبور والعقيدات وشمر وعنزة والموالي وجعل الرقة والعشارة مركزي قائمقامية والحقهما بلواء الزور. |
| 1871  | عمر باشا         | بنى المكتب الرشدي والمنتزه العمومي.                                                                       |
| 1874  | قاسم باشا        | |
| 1876  | حسين باشا الحلبي | |
| 1877  | علي باشا الشريف  | على ايامه انفصل لواء الزور عن حلب وارتبط مباشرة بالاستانة.                                                |
| 1879  | حسن باشا الفريق  | |
| 1881  | محمد رشيد باشا   | |
| 1883  | يوسف طالع باشا   | |
| 1883  | إبراهيم باشا     | |
| 1885  | أحمد توفيق باشا  | رمم ما أحدثه فيضان الفرات من خراب.                                                                        |
| 1889  | حافظ باشا        | |
| 1889  | صالح باشا        | ربط دير الزور بالسلك البرقي مع حلب والاستانة.                                                             |
| 1893  | مصطفى رفقي باشا  | |
| 1893  | إسماعيل زهدي بك  | انشأ عشرون مكتبًا في القرى والمستشفى والجامع الحميدي في دير الزور.                                         |
| 1897  | احمد شكري باشا   | |
| 1900  | احمد رشيد باشا   | |
| 1902  | حسين محرم بك     | |
| 1903  | راشد باشا        | |
| 1908  | جمال بك          | |
| 1910  | جلال بك          | |
| 1912  | علي سعاده بك     | |
| 1916  | زكي بك           | وهو الذي أمر بقتل ألوف من الأرمن.                                                                         |
| 1917  | عبد القادر بك    | شارك ايضًا بمذابح الأرمن.                                                                                  |
| 1918  | حلمي بك          | |

##### مذابح الأرمن
في بداية الحرب العالمية الأولى عام 1914 بدأت الدولة العثمانية بحملات ممنهجة لقتل وتهجير الأرمن وقد تم تنفيذ ذلك من خلال المجازر وعمليات الترحيل القسري والتشريد والتي كانت مسيرات في ظل ظروف قاسية مصممة لتؤدي إلى وفاة المبعدين، ويقدّر الباحثون أعداد الضحايا الأرمن بين مليون و1.5 مليون شخص.
وقد كانت دير الزور الوجهة الأخيرة في مسير التهجير القسري لقوافل الأرمن، ومسرحًا لعمليات القتل والذبح على يد جندرمة الأتراك، حيث خططت السلطات العثمانية لتصفية الأرمن على يد العرب إلا أن خططهم باءت بالفشل فقد أسف أهالي دير الزور لما حل بالأرمن رجالًا ونساء وأطفالًا، وسارع الحاج فاضل العبود الذي كان رئيسًا لبلدية دير الزور مع وجهاء المدينة لنجدتهم ومد يد العون والمساعدة لهم حيث استقبلوهم وساعدوهم وقدمو لهم الطعام والسكن وكافة سُبل العيش والأمان.
وإذا كان لهجرة الأرمن القسرية وجهها المأساوي، فقد كان لها وجه إيجابي على مدينة دير الزور، انعكس في ارتفاع عدد سكان المدينة وبالتالي ارتفاع معدل النمو السكاني فيها، وتحظى مدينة دير الزور على مكانة خاصة من الناحية التاريخية بالنسبة للأرمن في أرمينيا والشتات الأرمني، خاصة السوريين الأرمن، وتحمل رمزية معنوية بين المدن السورية، ولذلك شيدت فيها كنيسة باسم الشهداء الأرمن (تم تشييد الكنيسة رسميًا عام 1991)، ومتحفًا يضم بعض الرفات ومقتنيات وخرائط تخليدًا لذكرى الشهداء الذين قضوا في تلك المنطقة على يد العثمانيين الأتراك، وأضحت المدينة فيما بعد محجًا لمئات آلاف الأرمن في 24 نيسان من كل عام، بعد أن أعلنها في عام 2002 الكاثوليكوس آرام الأول للأرمن الأرثوذكس لبيت كيليكيا بأنها محج للأرمن.

### المملكة السورية العربية

الحاج فاضل عبود الحسن
رئيس حكومة دير الزور عام 1918 وعام 1920.

#### حكومة الحاج فاضل الأولى

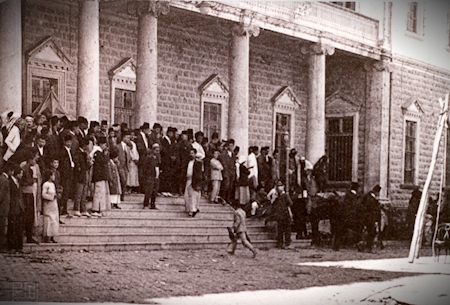
المؤتمر السوري العام 1919.
النادي العربي في دمشق.

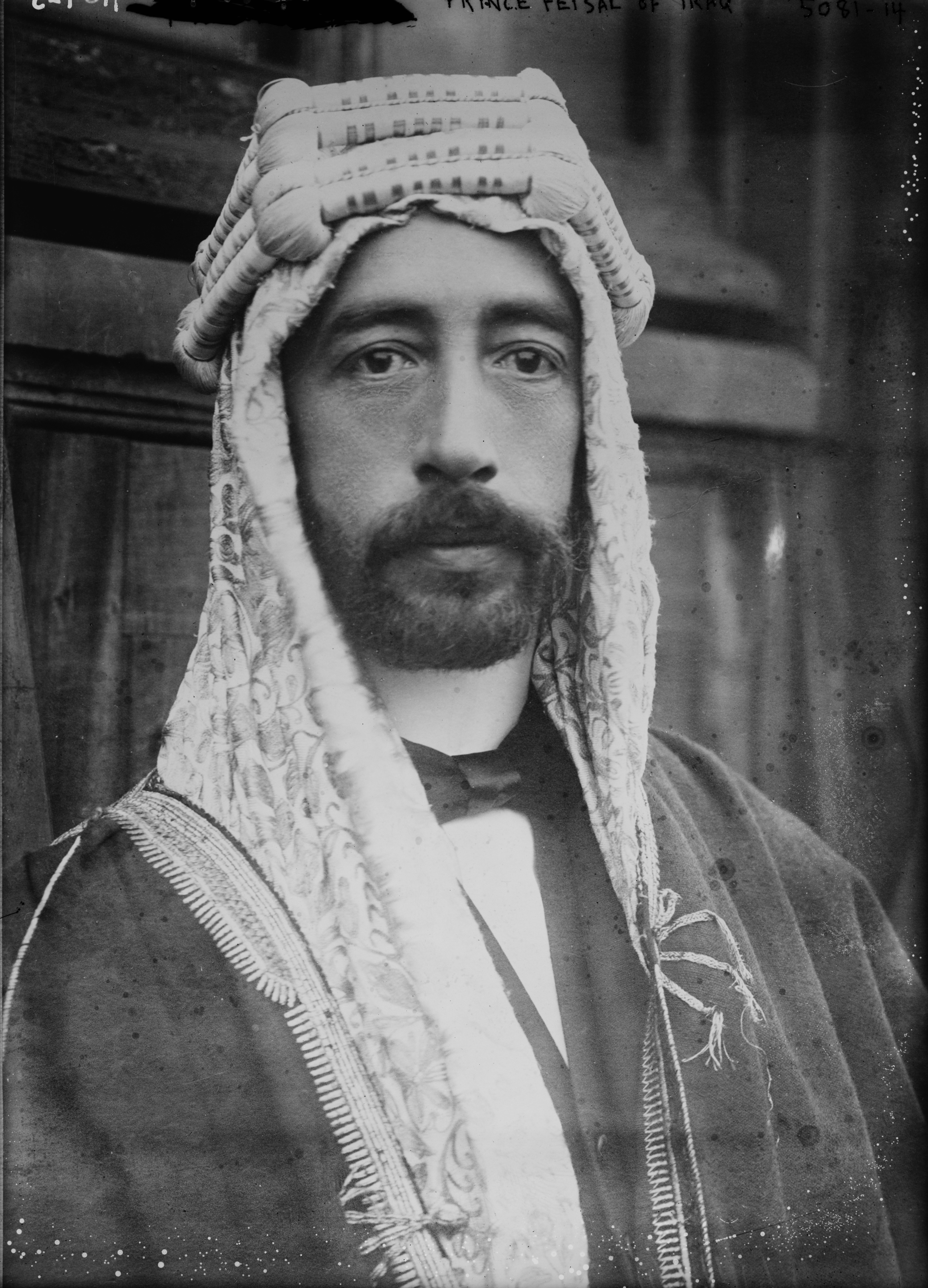
الملك فيصل الأول ملك سورية عام 1920.

علم المملكة السورية عام 1920.

دبت الفوضى في مدينة دير الزور بعد خروج العثمانيين في 6 تشرين الثاني عام 1918 نتيجة غياب السلطة الحكومية، وتعاظم خوف الأهالي في دير الزور من المحيط العشائري الذي يحيط بمدينتهم، فالعشائر اعتادت الغزو والنهب والسلب سواء من بعضهم بعضًا، أو بدخول المدن ونهب البيوت، فكان من الضرورة وجود سلطة قوية تحمي المدينة وأهلها، وهو ما دفع الحاج فاضل العبود الذي كان يشغل منصب رئيس البلدية إلى تشكيل حكومته بالمدينة وأوصى إلى شيوخ العشائر في القرى والنواحي المجاورة من أجل المبايعة والوقوف معه، فبايعته جميع العشائر، وكان من أولويات هذه الحكومة ضبط أمور الأمن وتسير شؤون المدينة وعرفت هذه الحكومة لاحقًا باسم «حكومة الحاج فاضل».

واستمرت الحكومة حتى وصول الشريف ناصر ابن عم الأمير فيصل بن الحسين في الأول من كانون الأول من عام 1918 ثم وصول مرعي باشا الملاح في السابع من شهر كانون الأول 1918، حيث انتهت مهمتها وأصبحت دير الزور تابعة للحكومة المركزية في دمشق.

#### الفترة البريطانية
في 11 كانون الثاني عام 1919 احتلّ الجيش البريطاني المدينة عن طريق الحدود العراقيّة وضمها إلى الأراضي العراقية ، وأهتمت السلطة البريطانية بالأمن ونظافة المدينة وانشأت مدرسة ابتدائية أخذت تعلم اللغة الإنكليزية، وبقي الحاج فاضل العبود رئيسًا للبلدية، وخلال تلك المرحلة مثّل الحاج فاضل العبود وعدد من شيوخ قبيلة العقيدات والبقارة وعشائر أخرى منطقة الفرات في المؤتمر السوري العام المنعقد في أواخر حزيران عام 1919، والذي أعلن في 8 آذار عام 1920 استقلال سورية وقيام المملكة السورية العربية ونصب فيصل ابن الشريف حسين ملكًا عليها، حيث كان الحاج فاضل من أشد المؤيدين لتنصيبه، وأعلن الأمير فيصل تأسيس حكومة عربية في دمشق وكلف الضابط السابق في الجيش العثماني الدمشقي علي رضا الركابي بتشكيلها ورآستها.
سعى الديريون للتخلص من الحكم البريطاني وكتبوا برغبتهم إلى الحكومة العربية بدمشق، وكان الضباط العراقيون من حزب العهد العراقي في دمشق يرغبون باحتلال دير الزور لجعلها قاعدة لتحرير العراق من الاحتلال البريطاني فعينوا رمضان شلاش حاكمًا لمدينة الرقة ليكون ذلك خطوة لتحرير دير الزور، وجاء الضابط رمضان شلاش واحتل دير الزور بمساعدة أبنائها وعشيرة البو سرايا، فانسحبت القوات البريطانية في 27 كانون الأول عام 1919 إلى الحدود العراقية.

#### حكومة الحاج فاضل الثانية
في 27 كانون الأول عام 1919 تسلم رمضان شلاش إدارة دير الزور بصفته حاكمًا عسكريًا وكانت سلطته اسمية والنفوذ الحقيقي لوجهاء المدينة، وما كانوا راضين عن تصرفاته فأخرجوه من المدينة بعد شهرين، فخلفه مولود مخلص وكانت فترة حكمه قصيرة ثم تبعه مصطفى بك القنواتي وكان أخر حاكم للفترة العربية بدير الزور، وبعد أحداث معركة ميسلون في 24 تموز عام 1920 واحتلال القوات الفرنسية لدمشق شهدت المدينة حالة من الفوضى وانعدام الأمن مما دفع الحاج فاضل العبود لتشكيل حكومته الثانية التي أدت خدمات كبيرة في حماية المدينة والحفاظ على سلامة أهلها بالرغم من إمكاناتها المحدودة، واستمرت هذه الحكومة بعملها حتى 23 تشرين الثاني عام 1920 حيث حلت بقرار من سلطات الإحتلال الفرنسي.
غادر الملك فيصل سورية متجهًا إلى حوران ثم إلى حيفا ومنها إلى كومو في إيطاليا ومنها إلى لندن في تشرين الأول عام 1920 بدعوة خاصة من العائلة البريطانية المالكة، وبمغادرته انتهت الملكيّة في سورية لتبدأ حقبة الانتداب الفرنسي على سورية، وفي 16 حزيران عام 1921 أذاع المندوب السامي البريطاني السير بيرسي كوكس قرار مجلس الوزراء العراقي بمناداة فيصل ملكًا على العراق في ظل حكومة دستورية نيابية، وتوج الملك فيصل ملكًا على العراق باسم الملك فيصل الأول بعد تصويت حصل فيه على نسبه 96% من أصوات المجلس، وتم تتويجه في 23 اب من عام 1921 في ساحة ساعة القشلة ببغداد ودعي الحاج فاضل العبود لحفل التتويج.

### الانتداب الفرنسي

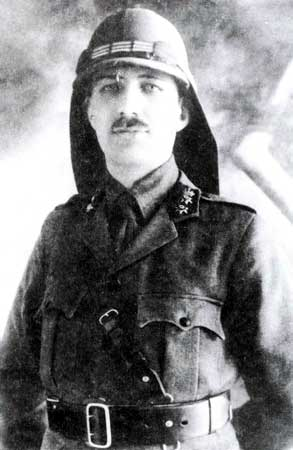
وزير الحربية يوسف العظمة.

علم دولة الاتحاد السوري (1922 – 1925).

في تموز عام 1920 وجه الجنرال الفرنسي غورو (Henri Joseph Eugène Gouraud) إنذار لحكومة الملك فيصل عرف باسم «إنذار غورو» حددت مدة أربعة أيام لقبوله، وبالرغم من قبول الحكومة السورية للإنذار والعدول عن فكرة المقاومة وقبول مطالب الجنرال غورو بتسريح الجيش السوري وسحب الجنود من روابي قرية مجدل عنجر مخالفة بذلك قرار المؤتمر السوري العام، بدأت القوات الفرنسية بالزحف بإمرة الجنرال غوابيه (بأمر من الجنرال غورو) باتجاه دمشق في تاريخ 24 تموز عام 1920 بينما كان الجيش السوري المرابط على الحدود يتراجع منفضًّا، ولمّا سُئل الجنرال غورو عن هذا الأمر أجاب بأن برقية فيصل بالموافقة على بنود الإنذار وصلت إليه بعد أنتهاء المدة.
وفي 24 تموز عام 1920 وقعت معركة ميسلون وانتهت بخسارة الجيش السوري واستشهاد وزير الحربية يوسف العظمة، ولجأت فرنسا بعد سيطرتها على كامل التراب السوري إلى تجزئة سورية إلى عدة دول أو كيانات مستقلة وهي:
- دولة دمشق (1920).
- دولة حلب (1920).
- دولة العلويين (1920).
- دولة لبنان الكبير (1920).
- دولة جبل الدروز (1921).
- لواء الاسكندرون المستقل (1921).

وألحقت مدينة دير الزور والرقة والحسكة بدولة حلب.
دخلت قوات الاستعمار الفرنسي مدينة دير الزور في 9 تشرين الثاني 1921 وعلى أثرها اندلعت الاحتجاجات والمظاهرات المنددة به، وقامت مجموعة من المدرعات والسيارات العسكرية الفرنسية وعشرات الجنود بتطويق منزل الحاج فاضل العبود حيث جرى اعتقاله ونقله إلى حلب وسجن في قلعتها، وأجريت له محاكمة بشأن التهم المنسوبة إليه وهي الإعداد والتحضير للقيام بثورة شعبية ضد الاستعمار الفرنسي. وتكرر اعتقال الحاج فاضل العبود عدة مرات لاحتجاجه على الحملة العسكرية التي قام بها الجيش الفرنسي ضد عشائر البوخابور التي رفضت دفع الضرائب للمستعمر الفرنسي، وقيامه بأهانة متصرف دير الزور خليل إسحق الذي كان متعاونًا مع الفرنسيين، وصدر قرار المحكمة بنفيه إلى جسر الشغور ثم عاد منها إلى دير الزور.
في 28 حزيران عام 1922 وتحت ضغط الشارع السوري واستمرار التظاهر، أعلن هنري غورو نشوء الاتحاد السوري على أساس فيدرالي بين دولة دمشق ودولة حلب ودولة جبل العلويين، على أن يكون للاتحاد رئيس ينتخب لمدة سنة واحدة غير قابلة للتمديد، وقد عقد مجلس الاتحاد أولى اجتماعاته في حزيران عام 1922 في مدينة حلب واصدر المجلس القرار رقم /1/ بتشكيل حكومة الاتحاد وانتخب صبحي بركات المقرب من سلطات الاستعمار الفرنسي رئيسًا للاتحاد.

#### النضال ضد الانتداب

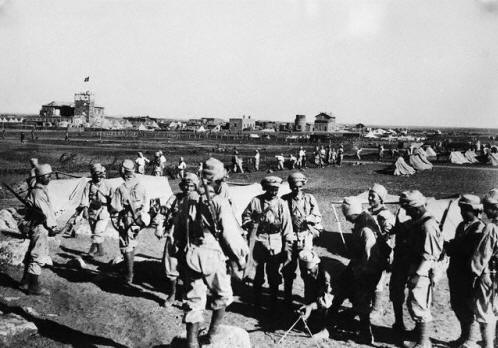
قوات الانتداب الفرنسي

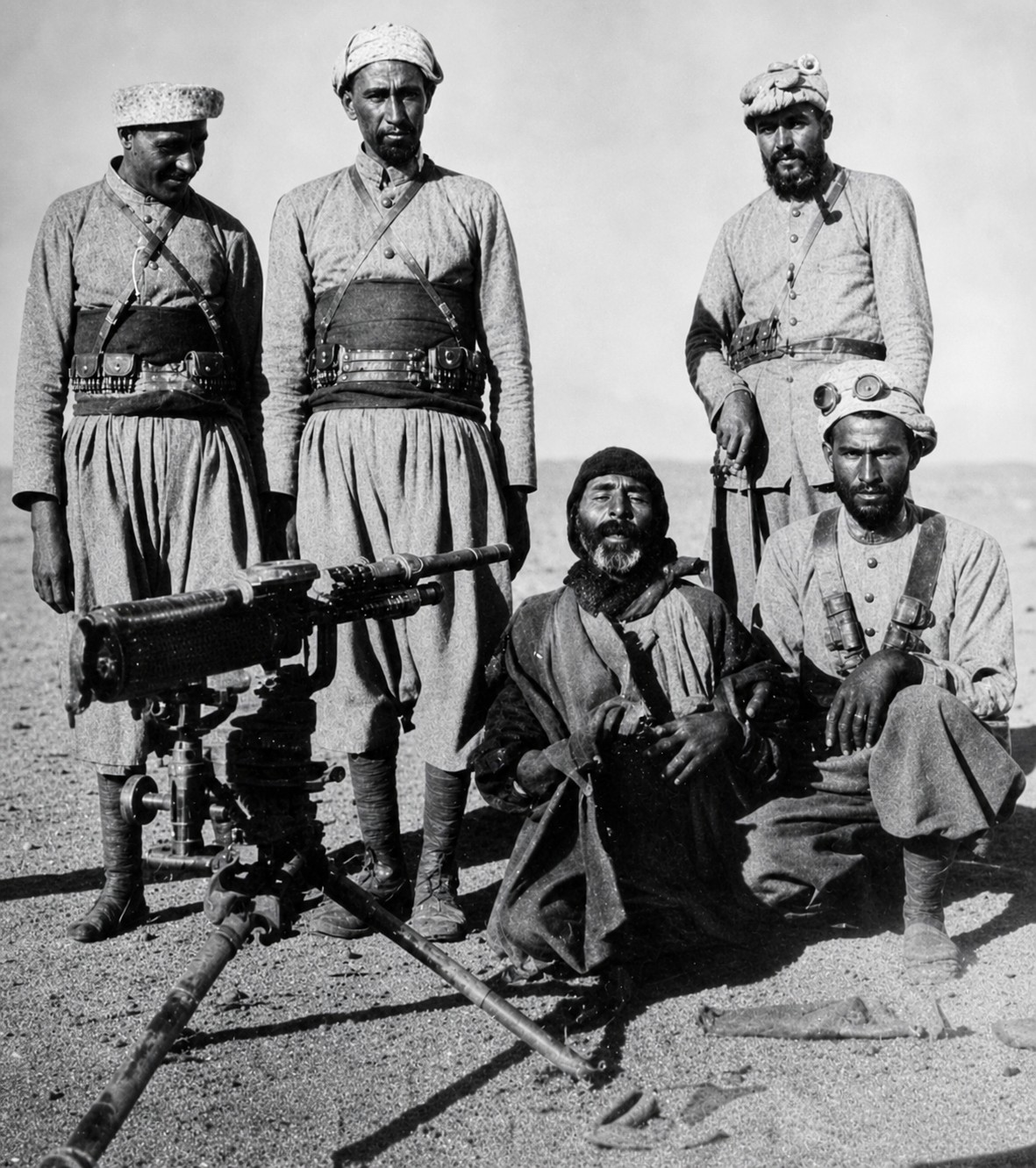
المجاهد حسن العبد السلامة لحظة إعدامه من قبل الاحتلال الفرنسي.

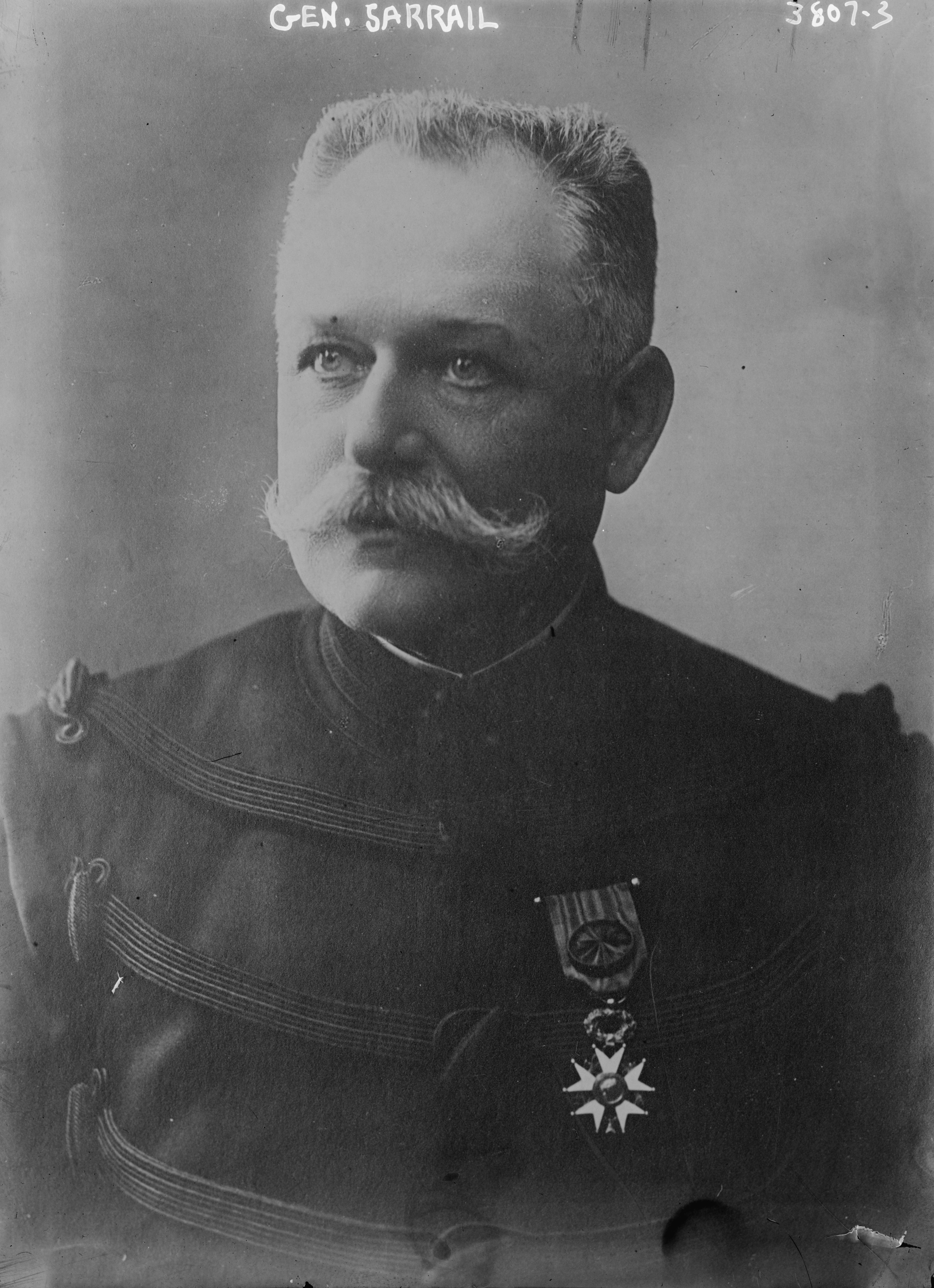
المفوض السامي موريس بول ساراي.

خلال الثورة السوريّة الكبرى تواصل وجهاء المدينة ومنهم محمد بك العيّاش مع الدكتور عبد الرحمن الشهبندر زعيم حزب الشعب وبحث معه موضوع مد الثورة إلى منطقة الفرات وفتح جبهة ضد الفرنسيين لتشتيت قواتهم، عاد بعدها محمد العيّاش من دمشق وبدأ يعد العدة بإثارة غيرة وحماسة أهالي مدينة دير الزور، واتفق مع أخيه محمود على أن يذهب إلى قرى عشيرة البو سرايا التي تقطن غربي مدينة دير الزور، وأن يشكل مع أصدقائه الذين يرضون العمل من أجل الثورة مجموعات ثورية لضرب القوات الفرنسية.
استطاع العيّاش أن يشكل مجموعة ثورية مؤلفة من ثلاثة عشر رجلًا مسلحًا كانوا على أهبة الاستعداد للقيام بأي عمل عسكري ضد الفرنسيين وهم:
1. محمود العيّاش
2. حكمي العبد السلامة - قرية الشميطية.
3. عزيز العلي العبد السلامة - قرية الشميطية.
4. حاج علي العبد السلامة - قرية الشميطية.
5. حسن العبد السلامة - قرية الشميطية.
6. حمزة العبد السلامة - قرية الشميطية.
7. اصلبي المسعود العبد الجليل - قرية الشميطية.
8. خليف الحسن المحمد - قرية الخريطة.
9. أسود الحمدان - قرية الخريطة.
10. أحمد الحسن - قرية الخريطة.
11. حميد السلطان	- قرية الخريطة.
12. عبد الله الخلف الإبراهيم - من أهالي دير الزور.
13. حمد بن رديني - عشيرة البكارة.

وجه الثوار ضربات مؤلمة للقوات الفرنسية وكان أخرها قتل ضباط فرنسيين في منطقة عين البو جمعة على طريق دير الزور الرقة، ونتيجة الحادثة قامت الطائرات الفرنسية بقصف القرى قصفًا مدمرًا وتهدمت البيوت على رؤوس الأطفال والنساء واشتعلت النيران في المزروعات والبيادر، وهلكت الماشية فكان قصفًا مرعبًا ومدمرًا والخسائر البشرية والمادية جسيمة، كل ذلك من أجل الضغط على الأهالي لتسليم الثوار، وقد قتل نتيجة القصف رجلين وامرأة كانت حاملًا، ومن الجرحى العشرات الذين أصيبوا بالرصاص وبشظايا قنابل الطائرات.
جرت محاكمة الثوار في مدينة حلب ووكلت أسرة عياش الحاج المحامي فتح الله الصقال للدفاع عنها، واستمعت المحكمة إلى (الكابتن بونو) رئيس الاستخبارات الفرنسية بدير الزور الذي قال: إذا كان كل من الاشقياء، الذين اقترفوا هذا الجرم الفظيع يستحق الموت مرة واحدة فإن محمد العيّاش زعيم العصابة يستحق الشنق مرتين. وأصدر المفوض السامي الفرنسي في بيروت موريس بول ساراي قرارًا برقم 49 اس/ 5 آب 1925 بنفي جميع أفراد أسرة عياش الحاج إلى مدينة جبلة وحكم على محمود العيّاش مع أثنا عشر من رفاقه بالإعدام وتم تنفيذ حكم الإعدام رميًا بالرصاص في 15 ايلول 1925 في مدينة حلب، كما حكم على محمد العيّاش بالسجن لمدة 20 عامًا في جزيرة أرواد في محافظة طرطوس.
وإمعانًا بالتشفي والانتقام اقدمت السلطات الفرنسية على اغتيال المجاهد عياش الحاج
 حيث استغلت تردده على مقهى خارج مدينة جبلة ودبرت من دس له السم في قهوته، ومانعت السلطات الفرنسية من نقل جثمانه إلى ديرالزور، لأسباب تتعلق بالأمن العام، ودفن في جبلة في مقبرة جامع السلطان إبراهيم الأدهم، ليتنفس الفرنسيون الصعداء بعد وفاته، لأن الحوادث التي كانت تقع في منطقة الفرات، كانت تجري برأيه وأمره وهو في منفاه، وأقيمت صلاة الغائب على روح هذا المجاهد الشهيد في كافة البقاع السورية، بقيت عائلة عيّاش الحاج في مدينة جبلة حتى صدور قرار العفو الفرنسي عام 1929 وعادوا بعدها إلى مدينة دير الزور.

#### الاستقلال
أهملت المدينة خلال عهد الجمهورية الأولى فكانت الأمية متفشية بنسبة 95%، ومع ذلك فإن بعض الإنجازات حسبت لتلك المرحلة، كبناء الجسر المعلق وتأسيس أول مصرف فيها عام 1930 إلى جانب قصر العدل ودار الكتب الوطنية ومتحف المدينة والملعب البلدي وتأسيس مهرجان الربيع وتزايد النوادي الأدبية والثقافيّة، وإدخال الكهرباء عن طريق «شركة الفرات للكهرباء والمياه» إلى جانب انتشار المقاهي على نطاق واسع.
وفي عام 1941 تشكلت الحكومة الخامسة والعشرين في تاريخ سورية الحديث، والعاشرة في عهد الجمهورية السورية الأولى، والأولى بعد تولي تاج الدين الحسني رئاسة الجمهورية، والتي جمعت بين مختلف أركان السياسة في سورية وتم خلالها إعلان استقلال سوريا؛ وأقرّ خلال عهدها النظام الفيدرالي باستقلال مالي وإداري لمحافظة اللاذقية والسويداء، وقد تولى فيها محمد بك العايش وزارة الاقتصاد الوطني ليكون بذلك أول وزير من دير الزور والمنطقة الشرقية، وبعد توزيره تكرّس التقليد بتخصيص مقعد وزاري لأحد أبناء الطبقة البرجوازية في دير الزور في الحكومات السورية المتعاقبة.
وقد شاركت المدينة بقوة في الإضراب الستيني عام 1936 وجابتها مسيرة حاشدة يوم 10 شباط عام 1936، وقد أدى الإضراب المذكور إلى توقيع اتفاقية الاستقلال بين سورية وفرنسا ووصول الكتلة الوطنية إلى الحكم بعد انتخابات نيابية أجريت نهاية العام مثلت فيها الدير بثلاث نواب.
في 3 حزيران عام 1941 وقعت في دير الزور معركة بين جيش حكومة فيشي الفرنسيّة والجيش البريطاني خلال الحرب العالمية الثانية، ودعم الجيش الأردني الإنكليز خلال هذه المعركة التي أفضت إلى بدء خروج سورية من قبضة حكومة فيشي. وقد حافظت المدينة على دورها النضالي والسياسي بالإضافة إلى حراكها المدني حتى إبان مرحلة الاستقلال فانطلقت فيها عام 1946 ماعرف بانتفاضة القمح ضد المحافظ مكرم الأتاسي، بسبب استئثار السلطة بالقمح الجيّد في المدينة ونجح الأهالي في نيل حقوقهم، وفي عام 1952 انتشرت زراعة القطن بشكل كبير وأدخلت محركات ضخ المياه آليًا لزيادة مساحة الأراضي الصالحة للزراعة، وأخذ القطن يحتلّ منصب محصول المدينة الأول بدلًا من القمح، دون أن يلغيه.
ساعد اكتشاف النفط والإسمنت والملح في عهد الجمهوريّة الثانية على مقربة من المدينة وفي المحافظة على ازدهارها وتوسع عمرانها وتزايد عدد الشركات العامة والخاصة المنتشرة فيها فضلًا عن تزايد الهجرة من ريفها وباديتها نحوها.

### احتجاجات 2011-2012
كانت دير الزور من أوائل المدن التي شهدت مظاهرات واسعة، فبدأت المظاهرات في المدينة منذ 15 اذار عام 2011، الذي كان اليوم الأوَّل في حركة الاحتجاجات المُطالبة بإسقاط النظام السوري. وفي 15 نيسان عام 2011 انطلقت مظاهرة كبيرة من الملعب البلدي على الرغم من استخدام قوات النظام والشبيحة الـرصـاص الحي ضد المتظاهرين.
في تظاهرات يوم الجمعة العظيمة بتاريخ 22 نيسان عام 2011 وهي الجمعة السادسة في تاريخ الثورة السورية تمّ إسقاط تمثال باسل الأسد، وحتى ذلك الوقت كان النظام السوري يتعامل بحذر مع الاحتجاجات التي اندلعت في دير الزور، بسبب طبيعتها العشائرية وسعة مساحتها، ووجود كميات من السلاح فيها خزنت من أيام حرب العراق، حين توجه المتظاهرون نحو تمثال باسل الأسد، قام عناصر الأمن بإطلاق النار في الهواء فقط، ويقال إنه لم يتم إطلاق النار على المتظاهرين ومنعهم من إسقاط التمثال لأن القيادات الأمنيّة لم تكن تعرف أو تقدّر، ردّة الفعل التي يمكن أن تصدر عن الأهالي المدينة في حال مقتل أحد من المتظاهرين.
في جمعة أطفال الحرية في 3 حزيران عام 2011 خرجت مظاهرة حاشدة ضمت خمسة عشر ألفًا، وقام أحد عناصر الأمن بإطلاق رصاصة أدت إلى مقتل الشاب معاذ ركاض ما أدى إلى تأجيج المظاهرات في المدينة، وفي اليوم التالي نظمت مظاهرة أخرى، اتفق منظموها على التوجه إلى ساحة الرئيس وفي طريقهم إلى هناك قاموا بتحطيم مكاتب ومحتويات شركة سيرياتل للاتصالات الخليوية، ومروا بقيادة المنطقة الشرقية للجيش والقوّات المسلحة حيث اكتفى عدد من الجنود التابعين للقيادة بمراقبة التظاهرة والمتظاهرين من دون حمل أي أسلحة إلا أنهم حين تقدموا أكثر اعترضهم أحد ضباط الأمن وانتهت المظاهرة بسقوط قتيلين، وفي صباح يوم الأحد 5 حزيران عام 2011 كان تشييّع ودفن معاذ ركاض، بينما تمّ تشييّع القتيلين الآخرين في عصر ذلك اليوم، وفي هذا التشييّع الأخير انتفضت دير الزور إذ شارك في التشييّع أكثر من مئة ألف شخص من داخل المدينة وريفها.
فوجئ أهالي المدينة في فجر يوم 7 حزيران عام 2011 برافعة ضخمة وهي تقوم بإزالة تمثال الرئيس حافظ الأسد من ساحة السبع بحرات إلى داخل متحف دير الزور القريب منه، وقد أشرف على العمليّة كاملة العميد جامع جامع رئيس الاستخبارات العسكرية في دير الزور فيما كانت طائرة مروحية تساند المجموعة المكلفة بإزالة التمثال جوًا.
استمرت مظاهرات المدينة بالتصاعد تدريجيًا، وفي جمعة أحفاد خالد بن الوليد بتاريخ 22 تموز عام 2011 شهدت المدينة أكبر المظاهرات، حيث فاق عدد المشاركين 200 ألـف، وسط غياب تامٍ للتواجد الأمني في المدينة. لكن الحملات العسكرية والمداهمات الأمنية سرعان ما بدأت تأخذ دورها ضد أهالي المدينة، فكانت أولها في 28 تموز عام 2011 حيث قامت قوات النظام بقصف حي الحويقة بالدبابات واقتحامه وإطلاق النار على الأهالي، ليصل عدد الضحايا يومها إلى أكثر من 19 قتيلًا، وأسفر بدوره عن انشقاقات كبيرة في الجيش، إزدادت بعدها حدة العمليات العسكرية ووصل عدد الضحايا إلى 300.
فرضت قوات النظام السوري سيطرتها الكاملة على المدينة في آب عام 2011، ولكن الجيش الحر عاد ليبسط سيطرته في حزيران عام 2012، ومع بداية عام 2014 أعلن تنظيم الدولة ضمها إلى ما سماه بالدولة الإسلامية في العراق والشام، وبقيت قوات النظام السوري محاصرة في جزء صغير من المدينة.
وفي 2 تشرين الثاني عام 2017 استعاد النظام السوري السيطرة على كامل مدينة دير الزور، حيث نقل التلفزيون الرسمي عن مصدر عسكري قوله «أنجزت وحدات من قواتنا المسلحة بدعم من القوات الرديفة والحليفة تحرير مدينة دير الزور بالكامل من براثن تنظيم داعش الارهابي بعد ان قضت على اعداد كبيرة من ارهابيي التنظيم ودمرت اسلحتهم وعتادهم».

## الجغرافيا

### الموقع والبيئة
تقع دير الزور شرقي سوريا على نهر الفرات والمدينة أبعد من خط الاستواء بالنسبة لبعض المحافظات (الجنوبية وحمص وحماة) وتمتاز بمناخ صحراوي كونها تقع في سهل خصيب محاط بالصحراء من أربع أركان؛ صخورها مؤلفة من الجص والحجر الكلسي والحجر الرملي والملح الصخري والغضار، كما تنتشر في بعض نواحيها الصخور البازلتيّة هي بقايا بركانين خامدين في تل بروك وتل عياش على بعد 8 كم من مركز المدينة. ويقسم نهر الفرات المحافظة إلى قسمين، يسار النهر وهو امتداد بادية الشام وعلى ضفته تقع المدينة، ويمين النهر وهو امتداد لبادية الجزيرة السورية؛ وتنتشر الجزر النهرية التي تعرف باسم «الحوائج» في مجرى النهر، وتقع حويجة دير الزور قرب الجسر المعلق داخل المدينة. تقع دير الزور على مسافة 450 كم شمال شرق دمشق و320 كم جنوب شرق حلب.
الغطاء النباتي في المدينة مقتصر على ما للبيئة الصحراوية من نباتات، يمكن تصنيفها بفرعين هما النباتات المعمرة ومنها الشيح والنباتات الحوليّة التي تعرف بين السكان باسم «العشب» ومنها الخزامى والأقحوان، إلى جانب انتشار بعض الأشجار كالصفصاف فضلًا عن القصب. أما الغطاء الحيواني البري فقد تعرّض للتناقص والاندثار بشكل كبير خلال القرن العشرين، إذ انقرضت منذ العام 1911 كلًا من الفهود والأسود، وبحلول العام 1986 كانت الغزلان قد انقرضت أيضًا، وأما حاليًا فإن الضباع والذئاب والثعالب والأرانب وبنات آوى تشكل الغطاء الحيواني الرئيسي فيها إلى جانب بعض الطيور الجارحة كالنسور والصقور، وبعض الطيور الأخرى كالهدهد والحجل.
وتعتبر محافظة دير الزور من أكبر المحافظات السورية مساحة، فهي ثاني أكبر محافظة بعد محافظة حمص؛ وتبلغ المساحة الكلية للمحافظة 33.06 ألف كم مربع تشغل 17.9% من مساحة البلاد.

### المناخ
تتصف دير الزور بشدة جفاف جوّها وقلة أمطارها وارتفاع درجة حراتها ووجود فصلين قاسيين هما الشتاء والصيف وفصلين انتقاليين قصيرين. ويعرّف مناخها بأنه قارّي - صحراوي، يلعب الدور الأبرز في ذلك بعدها عن البحر. ويظهر بوضوح أثر ذلك، بتقلب شديد في درجات الحرارة بين الصيف والشتاء والليل والنهار، بيد أنّ مرور النهر بالمدينة يخفف من أثر المناخ الصحراوي. وقد سجلت أعلى درجات حرارة في المدينة عام 1978 حين بلغت 48 درجة مئوية أما أخفضها فقد بلغت 9 درجات تحت الصفر. ولعلّ الرياح الهابّة المحملة برمال الصحراء وأتربتها والتي يسميها أهل المدينة «العجاج» أبرز مسببات ارتفاع درجات الحارة فيها، وتتعرض لمدينة أيضًا لعواصف ترابية قادمة من الصحراء وبشكل دوري، ويبلغ مجموع أيامها متوسطيًا في العام الواحد سبعين يومًا وتؤثر سلبًا على الرؤية حتى تعدمها في بعض الأحيان، وفيما يخصّ الرطوبة فإن الدير تكاد تكون من أجفّ الأجواء السوريّة، بمعدل لا يزيد عن 50% سنويًا، وأما الأنطار فإن مجموع الأيام المطريّة في العام لا يزيد عن أربعين يومًا من السنة، وفي بعض الأحوال النادرة يتساقط الثلح أو البرد؛ وشح الأمطار يعرض المدينة لخطر التصحر.
كانت المدينة تتعرض بشكل دوري، لفيضان نهر الفرات قبل بناء سد الفرات عام 1973، ولعلّ أكبر فيضانين للنهر حصلا عام 1929 حين ارتفع منسوب المياه سبعة أمتار، وعام 1967 حين ارتفع منسوب المياه خمسة أمتار، وفي كلا الفيضانين غرقت حويجة دير الزور أي جزيتها النهريّة.
| البيانات المناخية لـدير الزور | البيانات المناخية لـدير الزور | البيانات المناخية لـدير الزور | البيانات المناخية لـدير الزور | البيانات المناخية لـدير الزور | البيانات المناخية لـدير الزور | البيانات المناخية لـدير الزور | البيانات المناخية لـدير الزور | البيانات المناخية لـدير الزور | البيانات المناخية لـدير الزور | البيانات المناخية لـدير الزور | البيانات المناخية لـدير الزور | البيانات المناخية لـدير الزور | البيانات المناخية لـدير الزور |
| الشهر                         | يناير                         | فبراير                        | مارس                          | أبريل                         | مايو                          | يونيو                         | يوليو                         | أغسطس                         | سبتمبر                        | أكتوبر                        | نوفمبر                        | ديسمبر                        | المعدل السنوي                 |
| ----------------------------- | ----------------------------- | ----------------------------- | ----------------------------- | ----------------------------- | ----------------------------- | ----------------------------- | ----------------------------- | ----------------------------- | ----------------------------- | ----------------------------- | ----------------------------- | ----------------------------- | ----------------------------- |
| متوسط درجة الحرارة الكبرى °ف  | 54.5                          | 59.4                          | 67.3                          | 78.4                          | 89.4                          | 99.0                          | 104.5                         | 103.6                         | 96.4                          | 85.6                          | 69.3                          | 57                            | 80.4                          |
| متوسط درجة الحرارة الصغرى °ف  | 36.1                          | 38.7                          | 44.2                          | 53.6                          | 55                            | 72.1                          | 77.7                          | 76.6                          | 68.9                          | 57.4                          | 63.1                          | 37.8                          | 56.8                          |
| الهطول إنش                    | 11.1                          | 10.0                          | 10.7                          | 7.8                           | 3.3                           | 0.2                           | 0.2                           | 0                             | 0.1                           | 2.4                           | 5.5                           | 10.0                          | 61.3                          |
| متوسط درجة الحرارة الكبرى °م  | 12.5                          | 15.2                          | 19.6                          | 25.8                          | 31.9                          | 37.2                          | 40.3                          | 39.8                          | 35.8                          | 29.8                          | 20.7                          | 14                            | 26.9                          |
| متوسط درجة الحرارة الصغرى °م  | 2.3                           | 3.7                           | 6.8                           | 12.0                          | 13                            | 22.3                          | 25.4                          | 24.8                          | 20.5                          | 14.1                          | 17.3                          | 3.2                           | 13.8                          |
| الهطول سم                     | 28.2                          | 25.3                          | 27.1                          | 19.8                          | 8.5                           | 0.5                           | 0.4                           | 0                             | 0.2                           | 6                             | 14                            | 25.3                          | 155.3                         |
| المصدر:                       |                               |                               |                               |                               |                               |                               |                               |                               |                               |                               |                               |                               |                               |

## السكان

### التركيبة العرقية والدينية
أغلب سكان دير الزور حاليًا هم من القبائل العربيّة الرحّل التي استقرت في المدينة خلال القرنين الثامن عشر والتاسع عشر لزراعة الأرض واستثمارها، أو من استقرّ بها من القبائل لاحقًا خلال القرن العشرين، وأكبر القبائل هي قبيلة البقارة، تليها قبيلة العقيدات إحدى أقدم القبائل من حيث الاستقرار،  كما يعيش في المدينة عدد من العشائر العربية الأخرى.
وهناك بعض العوائل الكردية التي وفدت إلى المدينة من الجزيرة السورية شمالًا، إضافةً إلى وجود الأرمن، حيث أنّ المدينة كانت من المدن التي نُفي إليها الأرمن قسرًا خلال المذابح الأرمنية خلال الحرب العالمية الأولى، ومن أكبر مراكز التصفيّة التي طالتهم، وتعتبر كنيسة شهداء الأرمن في المدينة محجًا سنويًا لآلاف الأرمن من داخل سورية وخارجها لاستذكار الأبادة، ومن الشخصيات البارزة التي زارتها الرئيس الأرمني عام 2010،  كما توجد عدد من العائلات السريانيّة، وبكل الأحوال تعتبر دير الزور مدينة ذات تلون عرقي وطائفي بسيط حيث أن العرب السنة يشكلون الأكثرية الساحقة في المدينة، ولهجة المدينة (اللهجة الديرية) اقرب للهجة العراقية الموجودة في محافظة الانبار العراقية نتيجة التداخل الجغرافي والاجتماعي الكبير.
ويعرف البدو الذين استقروا في القرى المحيطة بدير الزور باسم «الشوايا» في حين احتفظ البدو الرحّل باسم «البدو»، وكل لاستقرارهم في الأرض السبب الرئيس في ازدهار المدينة وانتعاش اقتصادها وإعداد سجل مدني لتسجيل قيودهم الخاصة، وتشير الإحصاءات أن عدد سكان المدينة لم يتجاوز الأربعة آلاف نسمة أوائل القرن العشرين في حين بلغ تعداد المحافظة 75,000 نسمة فقط، وتطور ببطئ ليصبح عام 1947 221,000 نسمة ثم 293,000 نسمة عام 1970، وفي عام 1990 وصل إلى 500 ألف نسمة، ليتجاوز 1,2 مليون نسمة عام 2011 منهم 545,000 نسمة في المدينة، وحلت مدينة دير الزور في المركز السادس بين المدن السورية من حيث عدد السكان بعد حلب ودمشق وريفها وحمص وحماة للعام نفسه.

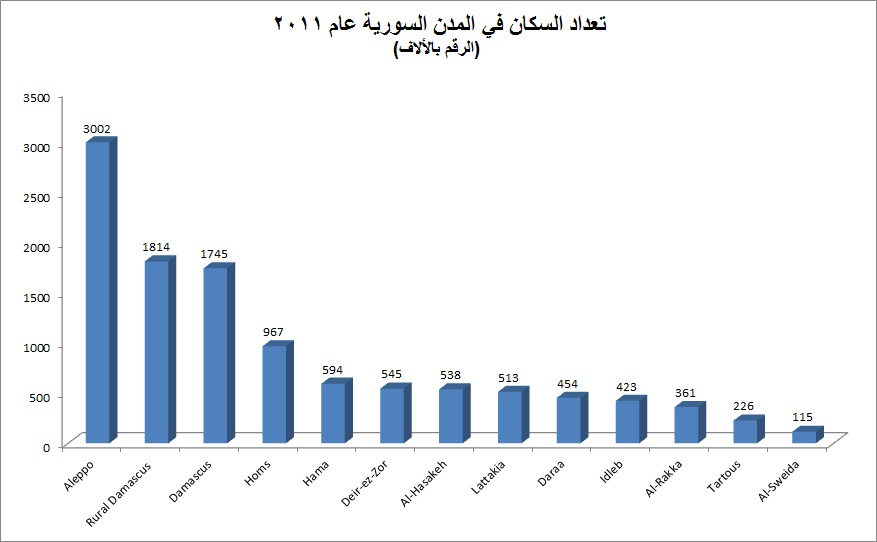
ترتيب المدن السورية حسب تعداد السكان عام 2011.

وقد بلغت نسبة الذكور 51% من مجمل تعداد مدينة دير الزور عام 2011، كما تعتبر نسبة النمو السكاني في المدينة مرتفعة جدًا بالمقارنة مع سائر المدن والمناطق السوريّة وتقدر بحوالي 32.4 بالألف بين عامي 2000 و2010 كما يبين الجدول أدناه:
| 1981 - 1994 | 1995 - 2000 | 2000 - 2010 |
| ----------- | ----------- | ----------- |
| 43.6        | 35.7        | 32.4        |

وتتصف المدينة نتيجة لذلك بالفتوّة، ولا يزيد عدد من تجاوز عمره الخامسة والستين فيها عن 5% من السكان، في حين تبلغ نسبة الأطفال تحت سن العاشرة 30%. كذلك فإنّ أغلب حالات الزواج تتم باكرًا، إذ إن 75% من الإناث يتزوجنّ قبل أن يبلغن الثانية والعشرين من العمر في حين النسبة مثلها من الذكور تتزوج قبل سن الثلاثين، على أن الهجرة من البادية والاستقرار في المدينة ساهم بشكل فاعل أيضًا في نموها، بيد أنه وخلال النصف الثاني من القرن العشرين تراجع بشكل ملحوظ، وفي المقابل، فقد ارتفعت نسبة الهجرة من المدينة نحو دمشق وحلب على وجه الخصوص للعمل أو الدراسة سيّما بين الذكور.

### مناطق المدينة
شهدت دير الزور منذ منتصف القرن العشرين توسعًا كبيرًا بالبناء سيّما بمحاذاة نهر الفرات وضمن البادية كما شهدت الحويقة نموًا عمرانيًا للمرة الأولى في تاريخ المدينة، ويعود سبب التطور الملحوظ لعاملي الهجرة من الريف وارتفاع معدل الولادات، ويغلب على دير الزور حاليًا نمط العمار التقليدي السائد في مختلف أنحاء سوريا بالأبنية المتعددة الطوابق، وتستخدم الحجارة الكلسيّة والطوب بشكل أساسي في البناء، آخر مخطط تنظيمي للمدينة صدر عام 2009، ونظمها إلى جانب مختلف مدن المحافظة.
تمتد المدينة حاليًا بطول 5 كم وعرض 3 كم بمساحة تقترب من 15 كم2 وتقسم إلى أربعة عشر حيًا هي:
| - حي الرشديّة. - حي البعاجين. - حي الجامع الكبير. - حي أبو عابد. - حي الثورة (الجورة). | - حي علي بك. - حي الشيخ ياسين. - حي الحميدية. - حي المطار القديم (حي حطين). - حي العثمانية (الحويقة). | - حي القصور. - حي الشهداء. - حي ميسلون (العمال). - حي تشرين. |

## الاقتصاد

### الثروات الباطنية
في ثمانينيات القرن العشرين اكتشفت في المحافظة وعلى مقربة من المدينة، كميات ضخمة من النفط والغاز، وأكبر الحقول القريبة من دير الزور هو حقل التيم الذي يبعد عن مركزها حوالي 6كم، واكتشف في سبتمبر 1987. كذلك فقد اكتشف حقلي الطيانة والتنك على ضواحي المدينة عام 1989. وتستمر في هذه الحقول، شركات وطنية ومشتركة وأجنبية، وتنتشر على مقربة من المدينة محطات تجميع وضخ النفط، واستخراج ومعالجة الغاز الطبيعي وضخه عبر شبكة الأنابيب؛ ولا تزال عمليات التنقيب تجري لاستكشاف آبار وحقول نفطية جديدة.
أما الثروة الباطنيّة الثانية هي ملح الطعام، وتعتبر المنطقة بشكل عام المصدر الرئيسي للأملاح في سوريا، وينقسم الملح إلى نوعين صخري ينتشر على بعد 45 كم من المدينة على هوامش بادية الشام بدأ العمل به عام 1968 وسبخي. كما تحوي المدينة على الإسفلت نحو 70 كم غرب مركزها، إلى جانب وجود مقالع للحجارة والبناء واستخراج الحصى والرمال على بعد 25 كم منها.

### الزراعة وتربية الحيوان

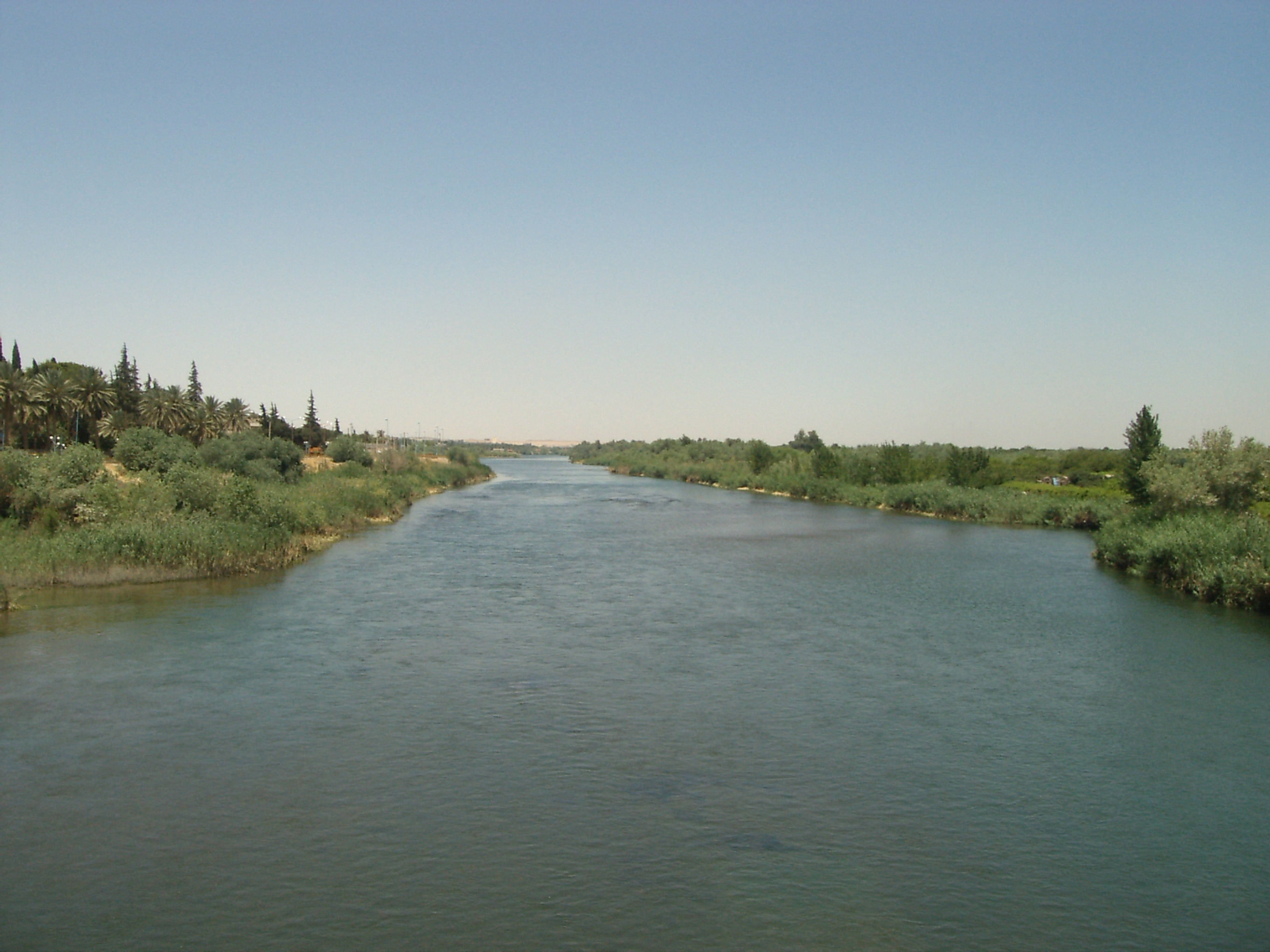
أراضي زراعيّة على ضفتي الفرات.

تعتمد المدينة بشكل رئيسي على الزراعة في اقتصادها سيّما القطن الذي يصدّر إلى الخارج وينال ذو شهرة عالميّة، ويزرع في الأراضي الزراعيّة على طول الفرات. يزرع أيضًا في دير الزور القمح والشعير، ويعتبر القمح المحصول الثاني بعد القطن أما الشعير فيزرع في الأراضي التي لا تصلح لغيره من الماحصيل الأخرى بسبب ارتفاع نسبة الأملاح؛ وهناك أيضًا السمسم والشوندر السكري وبعض أشجار الفاكهة المحبّة للدفئ كالرمان والمشمش فضلًا عن الذرة سيّما الذرة الرعويّة التي تستخدم كعلف للحيوانات. كما تحوي الأراضي الزراعيّة حول المدينة محاصيل عدد من الخضروات الصيفيّة المتنوعة كالبندورة والباذنجان والبطيخ الأحمر.
كذلك فإنه ينتشر في محيط الدير وضواحيها تربية الحيوانات سيّما الأبقار، وهناك عدد من المقابر أكبرها المبقرة الحكوميّة على بعد 5 كم من مركز المدينة، والتي تنتج أيضًا العلف الحيواني. أغلب الإنتاج الحيواني سيّما الحليب الطازج يطرح في السوق السوريّة بنسبة 20% فقط بينما يحوّل الباقي إلى سمنة وزبدة وجبنة. وتأتي تربية الأغنام والماعز في المرتبة الثانية تليها الحمير والدواجن، وتحوي المدينة ستة مداجن.

### الصناعة
إن وفرة المنتجات الغذائيّة والحيوانيّة، قد فرضت على الصناعة الاعتماد على استثمار هذه المنتجات وتحويلها لأشكال الإنتاج الثانويّة. تحوي المدينة على عدد مع المعامل الوطنيّة التي تصنّع اللبن الرائب والجبن والسمن، والتي تعتبر من القطاعات الصناعيّة التقليديّة في المدينة، التي أخذت تتحول نحو الأشكال الحديثة مؤخرًا. أما القطاعات الصناعيّة التراثيّة التي حافظت على طبيعتها التراثيّة فهناك صناعة العباءة الديريّة وغيرها من الصناعات النسجيّة، إلى جانب الصناعات النحاسيّة اليدويّة من صحون وقدور في «سوق النحاسين» داخل المدينة، إلى جانب صناعة الحلي في سوق الصاغة، وصناعة الفرو اعتمادًا على جلد صغار الأغنام المذبوحة حديثًا وقد تعرضت هذه القطاعات التراثيّة بعد تطور المدينة.
أما النصاعات الثقيلة، وهي غالبًا ما تكون معامل ضخمة تديرها الحكومة فهناك معامل لصناعة هياكل الحافلات والشاحنات والجرارات الزراعيّة تنتشر في المنطقة الصناعيّة على وجه الخصوص؛ إلى جانب محالج القطن التي تم البدأ بتأسيسها عام 1966، وأكبرها شركة الفرات للغزل المؤسسة عام 1979، وشركة سكر دير الزور المؤسسة عام 1981 وطاقتها تصنيع أربعة آلاف طن من الشوندر السكري يوميًا، إلى جانب مصنع للأعمدة الخرسانيّة وآخر للورق. كما أقامت الدولة السوريّة ومنذ الخمسينات، عدة مطاحن للحبوب وصوامع لتخزينها. كما تم تأسيس شركة الفرات للكونسروة لتعليب الخضروات والفاكهة، ومن الملاحظ اعتماد الصناعة في المدينة إلى حد كبير على ثروات المدينة نفسها والمناطق المحيطة بها إن كان من ناحية الثروات الباطنيّة أم الزراعيّة أم الحيوانيّة.
تعتبر أسواق المدينة أيضًا، المركز الرئيس لتسويق وتصريف أغلب منتجات الريف والبادية على حد سواء. وكانت قوافل تجارية تُسيّر في السابق بين دير الزور وأغلب المدن المجاورة منها بغداد وحلب، غير أنّ النفوذ التجاري للدير قد تقلّص بشكل كبير على حساب الحسكة والقامشلي في الجزيرة العليا ومن ثم بعد فصل الرقة وتحويلها إلى محافظة قائمة بذاتها عام 1960.

## الخدمات العامة

### النقل والمواصلات
تحوي دير الزور على عدد من الطرق السريعة الهامة، لعلّ أهمها طريق الفرات الجنوبي القادم من الرقة محاذيًا نهر الفرات، مخترقًا المدينة ومتابعًا نحو العراق، رابطًا معظم المراكز الحضرية في المحافظة ببعضها البعض؛ وطريق الفرات الشمالي الذي ينطلق من دير الزور محاذيًا الجانب الأيسر لنهر الفرات ومتجهًا نحو الحسكة؛ إلى جانب وجود طريق الخابور السريع الذي يربط بدوره المدينة بمدينة الحسكة وعدد من المراكز الحضريّة شمال الدير، فضلًا عن الطريق السريع الواصل بين دير الزور ودمشق بطول 100 كم داخل المحافظة، التي يبلغ مجموع الطرق السريعة فيها 775 كم والطرق المتفرعة عنها 375 كم. أما السكك الحديدية، فيمرّ في المدينة خط حديدي يصل الحسكة بالدير، ومنها ينطلق نحو الرقة وحلب فاللاذقية وهو يعتبر أطول خط حديدي في سوريا، وتقع المحطة الخاصة بالقطار على بعد 6 كم شمال المدينة، تسعى المحافظة لوصل سكة الحديد مع البوكمال ومن ثم نحو العراق وإيران وهناك مشروع آخر لوصل المدينة مع تركيا، بما يحوّل شبكة السكك الحديدية في سوريا عمومًا من الخدمة المحليّة إلى الإقليمية.
كذلك فإن دير الزور تحوي مطار خاص بالنقل المدني هو مطار دير الزور الذي يؤمن رحلات نحو الداخل السوري سيّما مطار دمشق ومطار حلب ومطار اللاذقية سواءً لخدمات سياحية أم غيرها فضلًا عن دولتي الكويت والبحرين. أما داخل المدينة، فتسيّر البلدية عددًا من الحافلات الصغيرة على الخطوط المحددة سلفًا لوصل المدينة بالضواحي الوريف، كما تنتشر سيارات الأجرة العامة وغيرها من وسائل النقل الخاصة. كذلك فإن من وسائل النقل «العبارات» لقطع نهر الفرات، ورغم تكاثر الجسور الخشبية المخصصة للسير على الأقدام أو الحجرية المخصصة للسيارات، فإن «العبارات» لا تزال تؤمن جانبًا من خدمات النقل بين الضفتين، وتكون عادة بشكل أساسي قوراب تجديف خشبيّة إلى جانب وجود الزوراق الآلية السريعة، وتستخدم هذه الزوارق أيضًا في أعمال الصيد والنزهات والرحلات عبر النهر.

### التعليم
تعد مدينة دير الزور من المدن التي دخل إليها التعليم متأخرًا قياسًا بسائر المدن السوريّة، وظل الكتاب حتى الأربعينات من القرن العشرين المورد الرئيسي للعلم، أما أولى المدارس الحديثة الطراز في المدرسة الرشدية للبنين وأخرى للبنات افتتحت أواخر عهد عبد الحميد الثاني، ولم تفتتح مدرسة ثانويّة حتى عام 1925، أما دار المعلمات فتأسست عام 1951. حسب «التقرير الوطني للتنمية البشرية» الصادر عن رئاسة مجلس الوزراء السوريّة عام 2005، فإن عدد المدارس لمرحلة التعليم الأساسي في محافظة دير الزور يبلغ 735 مدرسة منها 120 في المدينة والبوكمال والميادين، في حين بلغ عدد المدارس الثانويّة 38 مدرسة و23 مدرسة لفروع التعليم المهني. وبحسب التقرير نفسه فإن نسبة الأميّة في المحافظة هي 5.13% فقط على أن 1.4% فقط من السكان حاصلين على شهادة جامعيّة فأكثر، وحوالي 24% اكتفوا بالتعليم الابتدائي فقط.
أما التعليم العالي، فهو مقسوم للمعاهد العليا وهناك معهدان صناعيان في المدينة ومعهد لإعداد المدرسين ومعهد صحي وآخر لتخريج القابلات القانونيات، ومعهد صحي ثالث لتخريج الأطباء البيطريين إلى جانب معهد الدراسات النسويّة ومعهد التربية الرياضيّة ومعهد متوسط زراعي وكلية للزراعة كانت تتبع جامعة حلب. أما الجامعة الخاصة بدير الزور فهي جامعة الفرات التي تأسست حديثًا لتكون جامعة المحافظات الشرقيّة بعد أن كان أبناء هذه المحافظات يتوجهون نحو جامعة دمشق أو جامعة حلب لنيل التعليم العالي، وما يرتبط ذلك من أكلاف لا طاقة للطبقات المتوسطة والفقيرة على احتمالها وهو ما يفسّر الإقبال الضعيف على التعليم الجامعي في المدينة، على أن إنشاء جامعة الفرات عام 2006، حل جزءًا أساسيًا من المشكلة، وبات التعليم العالي بمختلف الاختصاصات الرئيسية متوافرًا عن طريق هذه الجامعة الممولة من قبل الحكومة السورية، ويبلغ عدد طلابها زهاء 7000 طالب وعدد كلياتها 11 كلية. في عام 2004 صدر قانون يتيح للقطاع الخاص الاستثمار في القطاع التعليمي بعد أن كان حكرًا على الدولة، وتأسست في دير الزور جامعة الجزيرة الخاصة والتي تضم حاليًا ثلاث كليات في الهندسة المدنية والهندسة المعمارية وإدارة الأعمال.

### الصحة
في عام 1956 تم تأسيس أول مشفى وطني في دير الزور بعدد 80 سرير، وكان إلى جانب مشفى خاص آخر بطاقة 68 سرير مستشفيي المدينة الوحيدين يشرف عليهما 19 طبيبًا فقط، وظلت المستشفيات تنقل المرضى المصابين بأمراض خطيرة كالقلب أو السرطان إلى مشافي حلب وحمص. لاحقًا، أسست الدولة السورية مشفى حكومي آخر باسم مشفى الفرات، وتزايدت أعداد المستشفيات الخاصة لتصل إلى ستة مستشفيات، كما أنشأت أربعة مراكز صحيّة عامة، وسبعة مراكز صحيّة متخصصة سيّما بالسل والبلهارسيا. وتغطي هذه المرافق الصحيّة مجتمعة حاجات سكان المدينة من الخدمات الطبيّة، وقد بلغت نسبة الإشغال في المشفى الوطني 48% فقط في حين بلغت في مشفى الفرات الجامعي 89% بموجب إحصاءات عام 1993، غير أن المدينة لا تزال تفتقر لبعض الاختصاصات الطبيّة الهامة، ولا يزال السكان يلجؤون إلى مشافي دمشق وسواها من المدن السوريّة في بعض الحالات.

## معالم

### الشوارع والأسواق
يوجد في دير الزور عدد من الشوارع الرئيسية التي اكتسبت أهمية كبيرة بسبب موقعها المميز أو الحركة التجارية المزدهرة فيها، ولعل من أشهر وأقدم هذه الشوارع:
- الشارع العام:

يمتد هذا الشارع من دوار السبع بحرات حتى دوار غسان عبود، أي أنه يخترق المدينة من غربها إلى شرقها، ويضم في جنباته العديد من المعالم التاريخية والصروح الثقافية والمواقع الاقتصادية مثل أسواق دير الزور القديمة والجامع الحميدي وتكية الراوي وكنيسة اللاتين (الكبوشية) والساحة العامة، ويضم الشارع أيضا ثلاثة دور للسينما وهي القاهرة، الكندي، الزهراء.
- شارع حسن الطه:

وهو الشارع التجاري الأول في محافظة دير الزور ويربط شمال المدينة بجنوبها، حيث يتميز بموقعه الاستراتيجي الذي يربط «قرنة جعفر» جنوبًا (تقاطع شارع التكايا مع حسن الطه)، بالساحة العامة شمالًا والتي تعتبر نقطة وصل مهمة، حيث يمكن التوجه منها إلى شارع النهر والشارع العام.
ما يميز هذا الشارع عن غيره هو تنوع المحلات والاختصاصات، حيث تجد محلات الألبسة جنبًا إلى جنب مع محلات المواد الغذائية، وينتشر فيه تجار الجملة وتجار المفرق، ويعد من الشوارع التي تنتشر فيها ظاهرة العربات الجوالة من خضار وحلويات وأدوات زينة، فهو شارع تجاري بحت حيث إن السكن أصبح قليلًا فيه أو نادرًا، فمعظم البنايات أصبحت تعج بالعيادات والمكاتب، كما يعتبر هذا الشارع الملتقى التجاري الرئيسي بين أبناء المدينة وأبناء الريف.
- شارع ستة إلا ربع:

يقع في قلب مدينة دير الزور ويربط شارع حسن الطه شرقًا بشارع سينما فؤاد غربًا، وقد ارتبط اسم شارع ستة إلا ربع باسم ديرالزور وتجاوزت شهرته المدينة، ويعتبر سوق تجاري نسائي بالدرجة الأولى، كما يوصف بأنه المركز الأول لآخر صيحات الموضة والأزياء ودخلت في الآونة الأخيرة محلات الألبسة الرجالية، وأصبحت الشوارع المتفرعة عنه أسواقًا بحد ذاتها وأخذ بعضها يمتد إلى الشوارع الأخرى مع افتتاح المزيد من المحال التجارية.
وهناك أراء حول تسميته (ستة إلا ربع)، فالبعض يرى أن سبب التسمية يعود لعرض الشارع (ستة أمتار إلا ربع)، بينما يرى اخرون أن التسمية يطلقها أهالي المدينة على من يداوم على زيارة السوق من الشباب والشابات بأن عقله «ستة إلا ربع» أي غير مكتمل لكونه يهتم بقضايا العشق والغرام المرفوضة اجتماعيًا، حيث يعتبر هذا السوق المكان الأول للقاء المحبين والعشاق.
- شارع التكايا:

يعتبر شارع التكايا، من أقدم شوارع مدينة دير الزور، ويقع بالتوازي مع الشارع العام من الجهة الجنوبية، ويمتد من موقف «شواخ» شرقًا حتى «قرنة جعفر» غربًا، ويكتسب هذا الشارع أهمية كبيرة نظرًا لموقعه المتوسط، والذي يربط أربعة أحياء مع بعضها بعضًا وهي: الحميدية، علي بك، الجبيلة والرشدية، إضافة إلى المعالم الأثرية والدينية التي يضمها.
وسمي هذا الشارع بهذا الاسم نسبة للتكايا (مساجد) الموجودة فيه، حيث يضم الشارع تكية الشيخ ويس النقشبندي، بالإضافة إلى تكية الشيخ أحمد النقشبندي «الصغير»، كما يضم الشارع أول ثانوية للبنات كانت تسمى «البنات الأولى»، ويعود تاريخ إحداثها إلى العام 1924، ويوجد في الجهة الشرقية من هذا الشارع حديقة «الشيخ ياسين»، والتي تقع على مساحة عشرة دونمات تقريبًا، وتحوي مساحات خضراء وأشجار حراجية متنوعة.
تحوي مدينة دير الزور نمطًا تقليديًا من الأسواق المسقوفة التي تمثل العصب التجاري للمدينة، كما تشكل نقطة التقاء بين أهل الريف والمدينة، وهي من الآثار القليلة جدًا المتبقية من الحقبة العثمانية في المدينة، ما دفع مديرية الآثار للحفاظ على هذا الإرث الحضاري.
وقد بنيت أسواق دير الزور القديمة أواخر فترة الاحتلال العثماني سنة 1865، وذلك عندما عين خليل بك ثاقب الأورفلي قائمقام دير الزور، حيث أنشأ السرايا القديمة التي تضم حاليًا مبنى قيادة الشرطة ومتحف التقاليد الشعبية القديمة والبوابة العثمانية ومقهى السرايا.
ويعتبر سوق الميري (السوق الحكومي) أول الأسواق المبنية ضمن سلسلة الأسواق القديمة حيث استخدم القائمقام أشخاصًا من أورفا من أصحاب المهن ليخططوا وليبنوا أسواق دير الزور، ونظرًا إلى قيمتها الفنية والجمالية والتراثية ولكونها الأثر الوحيد المتبقي للمدينة، الذي يعود إلى حقبة الحكم العثماني فقد تم تسجيلها في مديرية الآثار للحفاظ على هذا الإرث الحضاري، وتعود ملكية الأسواق القديمة إلى مجلس مدينة دير الزور، حيث كان قد صدر قانون استملاك الأسواق عام 1980، وبقيت المحلات بيد أصحابها الأصليين لكونها المورد الأساسي الذي يعتمدون عليه في رزقهم.
وتضم أسواق دير الزور القديمة (السوق المقبي) سبعة أسواق ضاربة في القـِدم تجتمع في مكان واحد لتشكل مركزًا تجاريًا هامًا في دير الزور وهي:
- سوق العطارين:

يقع في الجهة الشرقية للأسواق القديمة، ويطل بواجهته الجنوبية على الشارع العام، وينتهي شمالًا بسوق الحبوب، وقد ادخلت بعض التعديلات العمرانية والمعمارية على هذا السوق فاستخدم البيتون المسلح في سقوف بعض المحلات وخاصةً في الجهة الشمالية منه، ويختص بتجارة المواد الغذائية والتوابل والأعشاب طبية والمنظفات وغيرها من مواد العطارة.
- سوق التجار:

يمتد باتجاه شمال جنوب لينتهي ببوابة عثمانية ويتقاطع مع سوق عكاظ من الجهة الشرقية ويتصل غربًا بسوق الحبال، كما يتصل في الجهة الشمالية الغربية بسوق القصابين، ويعود تاريخه إلى عام 1865، ويختص بتجارة السجاد والبسط القماش والألبسة الريفية.
- سوق الحدادين:

يقع سوق الحدادين في الجهة الغربية لشبكة الأسواق يحده جنوبًا سوق الحبال وشمالًا سوق القصابين أما غربًا فيحده شارع الجسر يختص هذا السوق بصناعة أدوات الحصاد كالمناجل والفؤوس ولوازم بيت الشعر والأقماع.
- سوق الخشابين:

يختص هذا السوق بتصنيع المعدات الخشبية البسيطة اللازمة لأعمال الزراعة وبيوت الشعر وبعض الأثاث المنزلي والصندوق الخشبي المزركش لحفظ اللباس وكراسي الجلوس وقراءة القرآن والغرابيل والمخامر.
- سوق الحبوب:

سوق الحبوب أو «العَرَصَة» سوق متخصص في تجارة حبوب القمح «الحنطة» بالإضافة إلى تجارة البذور مثل بذور الجَبَس والسمسم والذرة الصفراء والفول والفستق السوداني والبقوليات بشكل عام، وقد تراجع نشاط السوق بعد إشراف الدولة المباشر على محصول القمح وانتقال تجارة الحبوب إلى سوق الصالحية.
- سوق الحبال:

يقع في الجهة الغربية من الأسواق حيث يبدأ من شارع الجسر وينتهي بسوق الحدادين في الجهة الشمالية، ويختص سوق الحبال ببيع مستلزمات الإقامة في البادية للبدو ولأهل الريف، ومن هذه المستلزمات بيت الشعر والحبال سواءً القطنية أو البلاستيكية، والجوادر والأوتاد وأحيانًا بعض البسط والمرس والزرد والأجراس التي تعلق في رقاب الماشية.
- سوق خلوف:

ويقع في الجزء الجنوبي الغربي من الأسواق، يطل بواجهته الجنوبية على الشارع العام، وينتهي شمالًا بسوق الحدّادين، وقد حافظ على شكله المعماري القديم، ويختص هذا السوق في تجارة الأقمشة والصوف والقطن والسمن العربي، بالإضافة لوجود محلات لبيع الحبال في الجزء الشمالي منه.

### حدائق وساحات
تعتبر الحدائق الملجأ الدائم لأهالي مدينة دير الزور وخاصةً في فصل الصيف الذي ترتفع فيه درجات الحرارة بشكل كبير، بالإضافة إلى ذلك تعد المكان الأنسب للكثير من العائلات من أجل قضاء أيام العطل والترفيه عن أنفسهم وإتاحة الفرصة المناسبة لأطفالهم للعب واللهو.
ويوجد في دير الزور ما يقارب 45 حديقة تختلف مساحاتها بين صغيرة ومتوسطة وتتضمن في غالبها أشجارًا حراجية ومسساحات عشبية، وأبرز هذه الحدائق، الحديقة المركزية الواقعة في منتصف المدينة على طريق كراج الانطلاق القديم، والتي بدأ العمل فيها عام 1998 وتم افتتاحها عام 2003، وتمتد على مساحة 40 دونمًا، صممت الحديقة على نظام حدائق قصر فرساي في فرنسا، حيث يوجد فيها شارع وسطي عريض فيه بحرات، يوازيه شارعان فرعيان جانبيان يتصلان مع الشارع الرئيسي عبر ممرات مائلة، ويضم الشارع الوسطي 11 بحرة مختلفة الأشكال والأبعاد، ويوجد داخل الحديقة ثلاثة مقاهي شعبية، بالإضافة إلى ساحة تحتوي على ملاعب أطفال، وتشكل المساحة الخضراء 60% من مساحة الحديقة. كما يوجد في مدينة دير الزور حدائق أخرى مثل حديقة النيل والتي كان يطلق عليها حديقة الوحدة نسبةً لتاريخ افتتاحها في عام 1960 ، وحديقة طليطلة، حديقة جمعية المعلمين، وحديقة الجسر المعلق.
مثل بقية المدن تضم مدينة دير الزور عدد من الساحات (الدوار بلهجة أبناء المدينة)، ومن أهمها الساحة العامة وتقع على التقاطع ما بين الشارع العام وشارع حسن الطه وتعتبر من أقدم وأهم الساحات في دير الزور نظرًا لتوسطها منتصف المدينة ولقربها من المراكز التجارية، كما يوجد في المدينة ساحة الحركة (الباصات قديمًا)، مدلجي، التموين، دوار السبع بحرات وغيرها من الساحات الأخرى.

### دور العبادة

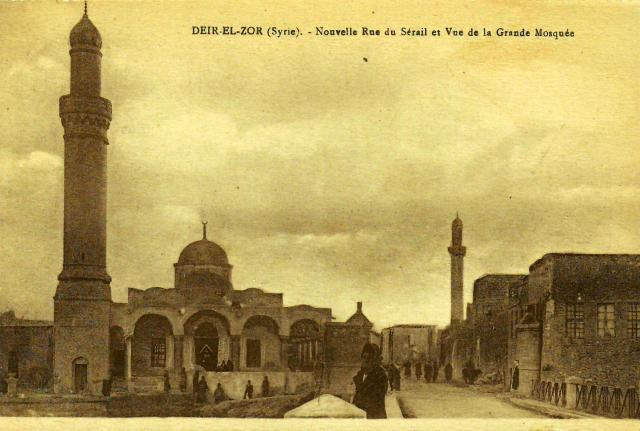
جامع دير الزور الكبير 1925.

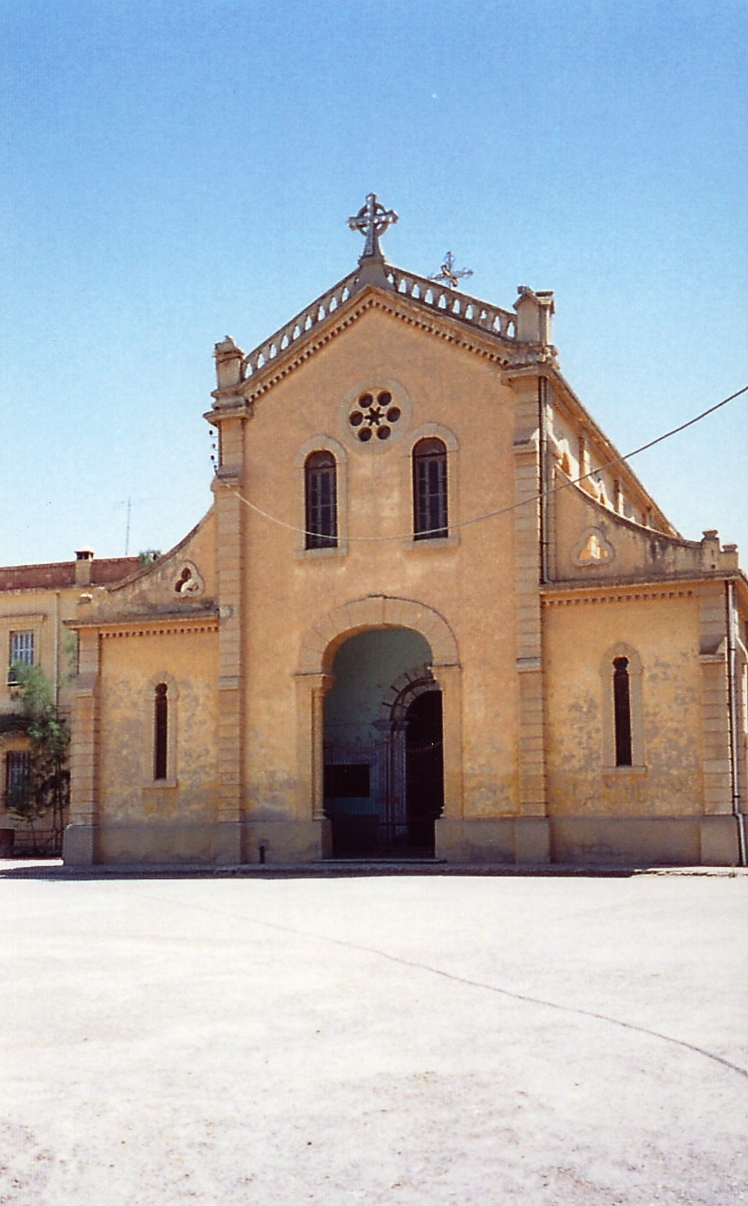
كنيسة الكبوشية.

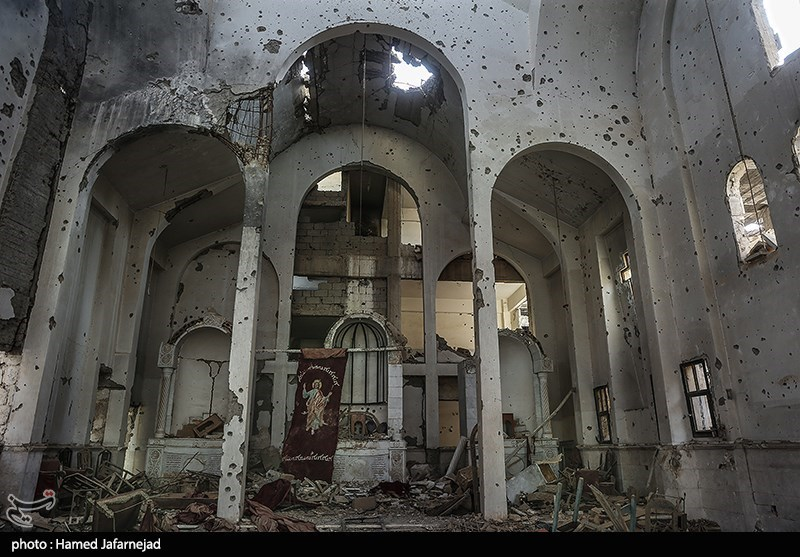
كنيسة السيدة العذراء بعد تدميرها.

تحوي دير الزور على عدد كبير من المساجد والتكايا والمزارات ويعتبر الجامع الحميدي أشهر مساجد ديرالزور حيث تقام فيه كافة المناسبات الدينية، ويقع وسط المدينة على مساحة 3 دونم تقريبًا بما فيه الباحات والحديقة والبناء القديم، ويعود بناؤه إلى ما قبل عام 1900، ويتميز بمئذنته العثمانية المنشأ والتي قدمها السلطان العثماني عبد الحميد الثاني هدية للمسجد، وقد هدم المسجد كونه كان آيلًا للسقوط وإعيد بنائه عام 1936 بمئذنة واحدة تقع غربي المسجد يدخل إليها من داخل حرم الصلاة (أي أن البوابة داخل الحرم) وأكمل بناء الأروقة في العام 1946، وقد اعتمد في بنائه على الحجر الكلسي الأصفر.
وتضم مدينة دير الزور ثلاثة تكايا تقع وسط المدينة أثنان منها تقع في شارع التكايا وتبعد عن بعضها مئات الأمتار والتكية الثالثة (تكية الراوي) تقع في الشارع العام، وكان للتكاية دور كبير في العلم والتعليم، حيث تخرج منها الكثير من الطلاب وقد جاءت تسميتها من كلمة المتكأ حيث كان يلجأ اليها عابرو السبيل والمسافرون من القرى المجاورة، وكذلك أبناء السبيل يحطون أمتعتهم ويأكلون ويشربون وينامون، كما تشكل التكايا معلمًا سياحيًا من معالم المدينة ومقصدًا هامًا للسياحة لكونها تتميز بطرازها المعماري الفريد.
وقد بنيت أول تكية في دير الزور عام 1885 على يد الشيخ أحمد العزي النقشبندي الكبير وعرفت بتكية الشيخ ويس ثم قام الشيخ أحمد الراوي ببناء تكية الراوي عام 1886،  وفي عام 1906 قام الشيخ أحمد النقشبندي الصغير ببناء تكية الشيخ عبد الله في شارع التكايا.
ويوجد في مدينة دير الزور عدد من المزارات والأضرحة ولعل من أشهرها مزار الشيخ محمد السائح الملقب أبو عابد، والذي يقع وسط دير الزور في شارع ستة إلا ربع ويقدر عمره الزمني بأكثر من 700 عام، ومحمد السائح هو محمد بن عبد الله الحسيني من مواليد عام 728 هـ الذي خرج سائحًا للدعوة إلى الله تعالى وذلك بعد سقوط بغداد على يد المغول، فذهب متنقلًا بين اليمن وسورية إلى أن استقر في دير الزور وحضرته الوفاة عام 794 هجري.
ويقصد الناس مزار أبو عابد من كل مكان، وهناك من يأتيه ويدعو الله بالشفاء عنده، وآخرون يقصدونه علهم يجدون مخرجًا لمشكلة ما واجهتهم، وأناس آخرون يقدمون النذر والهبات إن تحققت أمانيهم، وقسم من النساء يأتين مع أطفالهن لطرد الحسد عنهم ولتحصينهم مما يسمونه الإصابة بالعين.
كما تضم مدينة دير الزور أربعة كنائس تتوزع على الطوائف المسيحية الأربعة التي تعيش في المدينة، حيث ترتاد كل واحدة منها كنيستها الخاصة بها، وهذه الكنائس هي:
- كنيسة يسوع الملك للآباء الكبوشيين:

ترتادها طائفة اللاتين أو ما يعرف بالكبوشيين وتعرف محليًا بالكبوشية وتعتبر من أقدم كنائس مدينة دير الزور والتي شيدها الفرنسيون في الثلاثينيات من القرن العشرين، وتقع في الشارع العام بجانب قيادة المنطقة الشرقية.
- كنيسة السيدة مريم العذراء:

ترتادها طائفة السريان الأرثوذكس وتعرف محليًا باسم كنيسة مدرسة الوحدة لوجود مدرسة ابتدائية تابعة لها، وتقع في الشارع العام وسط المدينة في امتداد شارع (نزلة) حج فاضل العبود.
- كنيسة الأربعين:

ترتادها طائفة الأرمن الارثوذكس وتعرف عند أبناء المدينة باسم كنيسة شهداء الأرمن وتقع في حي الرشدية وسط المدينة.
- كنيسة الأرمن الكاثوليك:

ترتادها طائفة السريان الكاثوليك وهي من أصغر الطوائف المسيحية في المدينة وتتألف من عائلتين اثنتين، وتقع في وسط المدينة بجانب مبنى المخابرات العسكرية.

## السياحة
بالرغم من امتلاك مدينة دير الزور على مقومات سياحية هامة مثل الطبيعة والمواقع الأثرية إلا أن اعتماد المدينة على النشاط السياحي لا يزال ضعيفًا إن لم يكن معدومًا، ويقتصر زوار المدينة على بعض السياح الأوروبيون وعلى بعض الخليجيين والموظفي شركات النفط الأجنبية العاملة في المدينة. وقلما تضاهي منطقة سورية أو عربية وادي الفرات السوري بكثرة أثاره وتعدد أصولها وتنوعها وأهميتها وشهرة بعضها شهرة عالمية، فلقد كانت لوادي الفرات حضارات قديمة مزدهرة، ولاعجب، فقد بدأ التاريخ على ضفاف الأنهار الكبيرة ومنها الفرات، فالوادي الفرات شهرة مستفيضة في العصور القديمة واستوطنت سهوله حضارات كبيرة كالسومريون والبابليون والفرس والرومان والعرب.

### المعالم والمواقع الأثرية
تحتوي محافظة دير الزور على عدد من المعالم والمواقع الأثرية البارزة ومن أبرزها:
- الجسر المعلق:

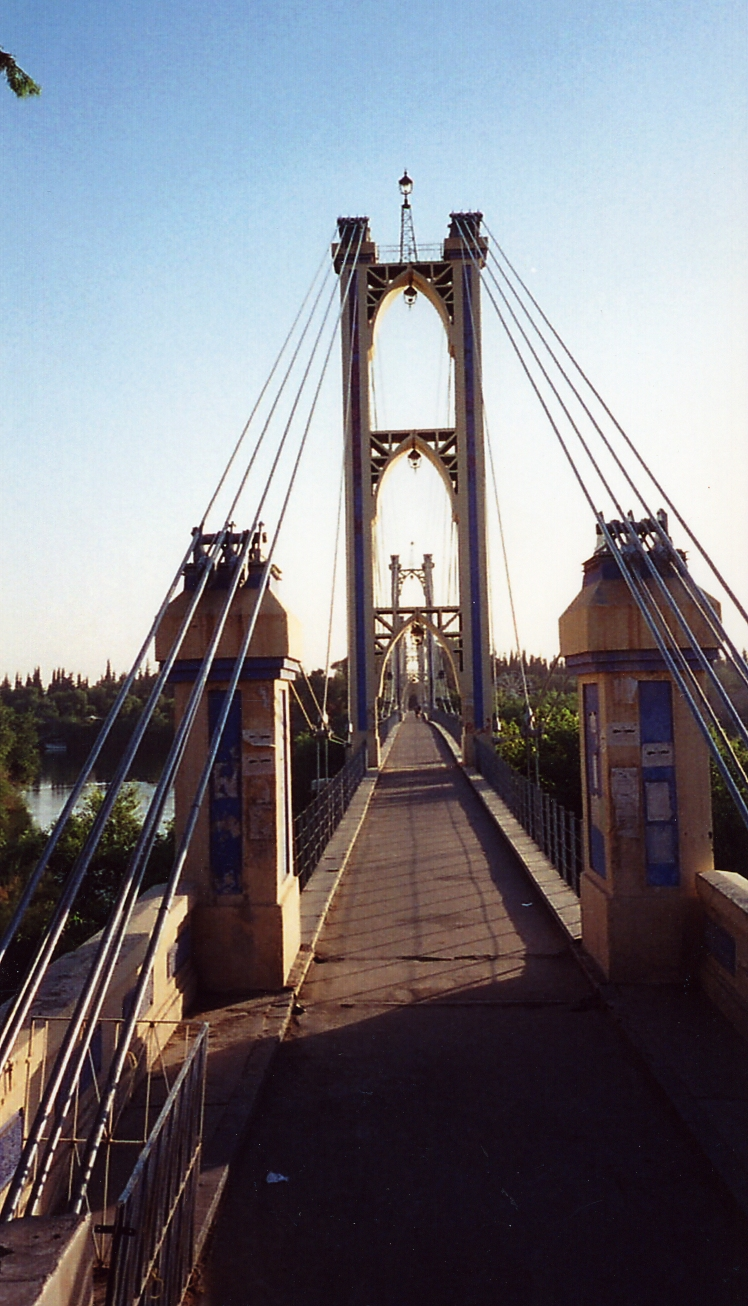
جسر دير الزور المعلق.

يعتبر الجسر المعلق أهم معلم أثري في مدينة دير الزور، ويعود تاريخ بنائه إلى زمن الانتداب الفرنسي حيث بدء بناءه عام 1925، واستخدم في بنائه الأسلوب الغربي في بناء الجسور المعلقة، قام بتعهد الجسر الشركة الفرنسية للبناء والتعهدات تحت إشراف المهندس الفرنسي مسيو فيفو، واستمر بنائه 6 سنوات مات خلالها عدد من أبناء المدينة، وهناك من كبار السن في دير الزور من يقول إن بعضا من العمال سقطوا داخل الكتل الخرسانية التي تحمل الجسر أثناء سكب الإسمنت فيها ولا تزال جثثهم داخلها حتى الآن، وقد انهت الشركة الفرنسية بناء الجسر في شهر أذار سنة 1931 ويعتبر ثاني جسر معلق في العالم بعد جسر يقع في جنوب فرنسا، وأطلق عليه الجسر الجديد وذلك للتفريق بينه وبين الجسور الأخرى عرِف بعد ذلك بالجسر المعلق أو جسر دير الزور المعلق.
ويمتاز هذا الجسر العظيم بركائزه الحجرية الأربعة الباشقة، تربطها ببعضها قضبان معدنية فولاذية قاسية ربطت بعضها ربطًا محكمًا وجميلًا بأسلوب هندسي بديع، ويبلغ ارتفاع كل ركيزة 36 مترًا، أما طول الجسر فيبلغ 450 مترًا وعرضه 4 أمتار، وقد كلف إنشاء هذا الجسر مليون وثلث المليون ليرة سورية في ذلك الحين، وفي عام 1947 نُوِر بالكهرباء وفي عام 1955 صبغ باللون الأصفر وأنير الجسر بأنوار ملونه في غاية الجمال تنعكس ليلًا على مياه النهر، وفي عام 1980 منع من السير عليه بالسيارات والدراجات النارية وكانت عملية مرور السيارات على الجسر المعلق قبل ذلك التاريخ تنظم عبر استخدام الهاتف بين عامليْن كل منهما يتمركز في طرف من طرفي الجسر، يخبر أحدهما الآخر بمرور سيارة من جهته إلى الجهة الأخرى، فيمنع العامل الآخر مرور السيارات حتى وصولها إليها وهكذا.
وللجسر المعلق خصوصية كبيرة عند أهالي دير الزور إذ طالما ذكر في قصائد الشعراء ولطالما كان لأهالي المدينة ذكريات هناك فلا يكاد يخلو منزل في دير الزور من صور أفراده إما أثناء قفزهم منه باتجاه النهر للسباحة، وإما جلسة عائلية (لمّة) أو صورة ذكرى لمتزوجين حديثًا، وإما مجرد لقاء عابر لأصدقاء، بل إنه من عادة أهل دير الزور حين زف عروس إلى زوجها أن يأخذوها لتسير فوق الجسر أو تمر بالقرب منه أثناء الزفة.

وفي أوائل أيار عام 2013 دمر الجسر المعلق بواسطة قوات النظام السوري عبر استهداف الدعامة الثالثة له مباشرة بقذائف مدفعية، الأمر الذي تسبب في تدمير الأسلاك الحاملة لبدن الجسر وانهياره بشكل كامل، وبقاء الدعامات الحاملة شاهدة على ما حدث.
- مملكة ماري (تل الحريـري):

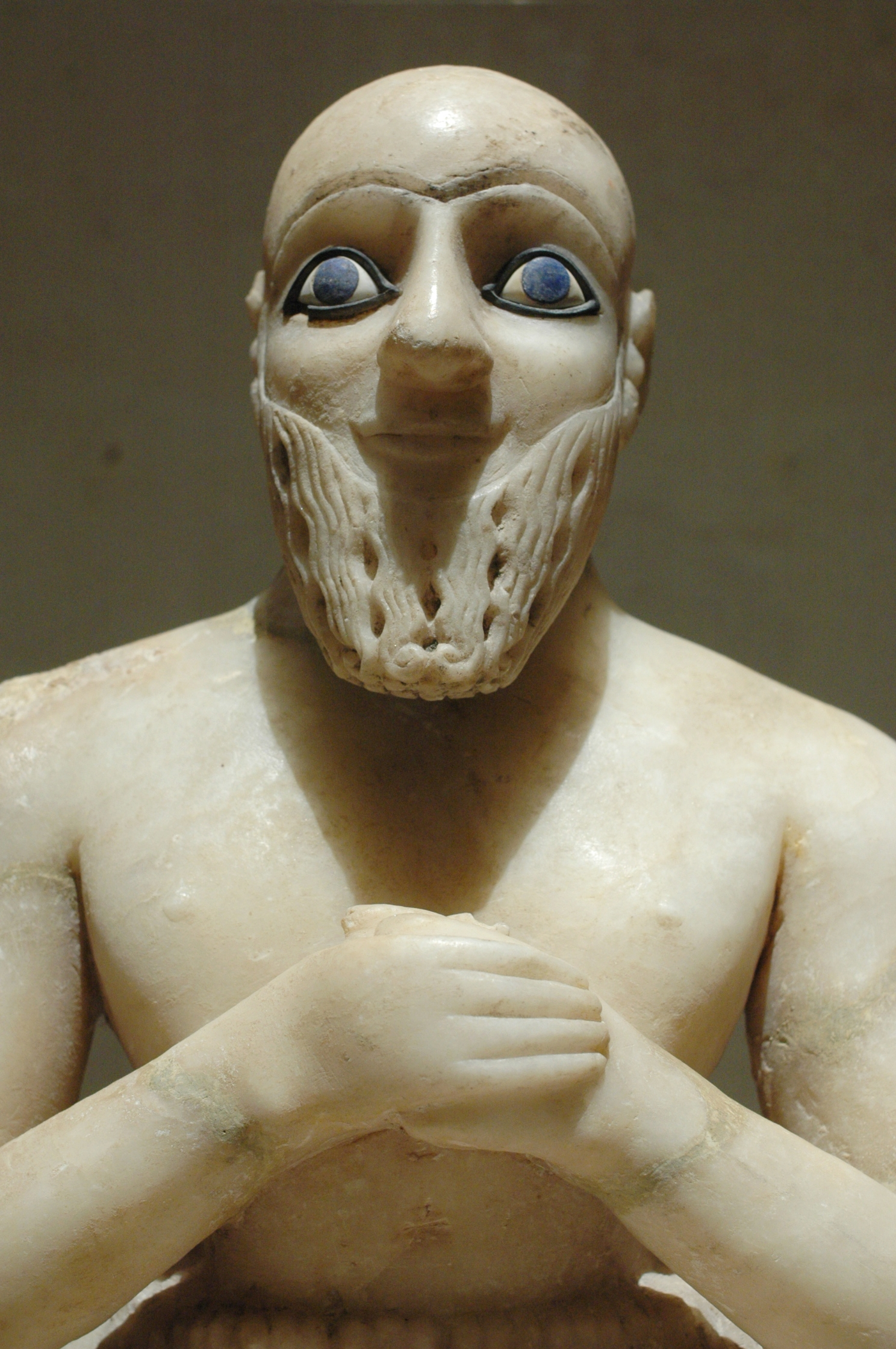
تمثال الحاكم "إيبيه ـ إيل Ebih - Il" عثر عليه في معبد عشتار ويعود تاريخه إلى 2400 ق.م، متحف اللوفر.

تعتبر مملكة ماري إحدى أهم ممالك الحضارة السومرية التي ازدهرت في الألف الثالث قبل الميلاد، وتقع مدينة ماري القديمة، تل الحريري اليوم، على الضفة اليمنى لحوض الفرات السوري الأوسط على مسافة 10 كم تقريبًا إلى الشمال من بلدة البوكمال و125 كم عن دير الزور وذلك في نقطة التقاء استراتيجي وجغرافي بين بلاد الرافدين في الشرق وبلاد الشام في الغرب وبلاد الأناضول في الشمال والخليج العربي جنوبًا، ويشكل الجسم الرئيسي للموقع تلًا دائري الشكل قطره 1900 م وارتفاعه 15 م، وقد جاء اسمها من «مري» وهي الربة التي كانت تعبد في ماري بمعنى السيدة أو الربة.
وقد روى العلامة عبد القادر عياش في كتابه حضارة وادي الفرات الطريقة التي أكتشفت بها أثار ماري حيث يقول: "كانت ماري من المدن الضائعة، وبقي تل الحرير ينتظر في صبر منذ ألاف السنين من يكتشف كنزه، إلى أن جاء عام 1933 حيث كان بعض السكان يحفرون لاستخراج حجر يضعونه شاهدًا على قبر، وعثروا على تمثال ضخم برأس مكسور، صور ضابط الاستعلامات الفرنسي التمثال والرأس وأرسل الصور إلى متحف اللوفر بباريس، الذي طلب من مديرية الاثار السورية منحه الامتياز للتنقيب في تل الحرير، وأجيب طلبه وأوفد اللوفر الدكتور أندريه بارو على رأس بعثة للتنقيب الأثري في 15 كانون الأول عام 1933.
وقد بنيت المدينة باللبن لعدم وجود الأحجار، وبرغم ذلك يعتبر بناؤها أجمل الأبنية في التاريخ القديم نظرًا لاحتفاضها بشكلها وأهميتها وعظمتها. وتضم مملكة ماري بلاطًا ملكيًا يعود للألف الثانية قبل الميلاد ويحتوي على 300 غرفة وردهة وساحة، وكان يعد من أفخم القصور التي شيدت في بلاد مابين النهرين، كما تضم المدينة عددًا من المعابد، وعُثر في المدينة الثانية على كثير من الآثار الأخرى، أهمها التماثيل التي دلت على تطور كبير لمدرسة متميزة في فن النحت، وقد جسدت هذه التماثيل أصحابها في المعابد، ونحتت بحيوية وواقعية كبيرتين وحملت كتابات بأسماء الأشخاص العائدة إليهم من ملوك أو قادة أو موظفين وكهنة وغيرهم وأسماء الآلهة المهداة إليهم هذه التماثيل لمباركة أصحابها وحمايتهم، وهذه هي الكتابات المسمارية الأقدم التي أتت من ماري، صُنعت التماثيل من الحجر الكلسي، وهي إما عامة لا على التعيين أو خاصة لأشخاص محددين، فنُحت الرجال وقوفًا حفاة، اليدان مضمومتان إلى الصدر في وضعية التعبد، النصف الأعلى عارٍ، والنصف الأسفل يغطيه مئزر على شكل جلد الخروف.
ويوجد تمثلان هامان في متحف حلب، الأول يحمل وعاء ينسكب منه الماء وهو الهة الخصب، ويعتبر أجمل تمثال مكتشف في الألف الثانية قبل الميلاد، والثاني تمثال ملك ماري وهو مرسل من مدينة أور على الخليج العربي، وأهمية ماري ليست بتماثيلها وبنائها فقط، ولكن بوثائقها الملكية التي أكتشفت والتي تتألف من 25,000 لوحًا من الطين المليئة بالكتابة، وعرفها علماء الاثار بأنها مراسلات ملكية بين اخر ملوك ماري ويسمى «زمرليم» مع الملوك المجاورين والدول المجاورة، كما بينت هذه الألواح أن مملكة ماري كانت في وقتها أقوى ممالك الشرق.
- حلبية وزلبية:

حلبية وزلبية (Halabiye) هي إحدى المدن الأثرية المسماة بمدن القلاع على وادي الفرات، من محافظة دير الزور وكان موقعها ذا أهمية إستراتيجية وتجارية، ومن تسمياتها باليونانية والرومانية «بيرثا»، وباللاتينية زنوبيا نسبة لزنوبيا ملكة تدمر التي قامت ببنائها وتحصينها، وتقع منطقة حلبية زلبية شمال غربي دير الزور على بعد 58 كم في أراضي قرية التبني شرق طريق دير الزور حلب على شاطئ الفرات وشرق شمال تدمر على بعد 165 كم، ويقسم نهر الفرات المنطقة إلى قسمين الأول هو مدينة حلبية على ضفة الفرات الغربية في الشمال والقسم الثاني توجد مدينة زلبية أو زلوبيا على ضفة الفرات.
وتعود آثار حلبية وزلبية إلى الألف التاسع قبل الميلاد زمن الملك الآشوري «آشور نصر بال» الذي بنى الحصنين على نهر الفرات وازدهرا مع ازدهار الحضارة التدمرية، ويعتبر الموقع مرتفعًا بارزًا يحيط به واديان ولكن المرتفع الذي يصل «بزلبية» منخفض، وعلى قمة المرتفع قلعة يتفرع منها سوران من الجص ينحدران باتجاهين متعاكسين إلى الفرات أما الضلع الثالث للمثلث المواجه للنهر فقد ذهبت به مياه الفرات وأعيد بناؤه خلف البناء القديم.
ولموقع المدينتين أهمية كبرى في هذه النقطة من نهر الفرات، إذ يشكل موقعًا عسكريًا ممتازًا لتحصينه الطبيعي بالصخور الشاهقة الموجودة على سفح الهضبة، حيث بنيت مدينة الخانوقة في العصر العباسي، وسميت كذلك لاختناق النهر هناك من الصخور والأحجار، كما يتحكم هذا الموقع بالطريق النهري وطريق القوافل التجارية البرية القريبة منه، يعود بناء المدينتين إلى العهدين البابلي والآشوري، إذ دانتا لهما بالولاء حينًا وبالثورة عليهما أحيانًا أخرى، ولما نمت مملكة تدمر ذلك النمو المفاجئ الذي جعلها من أكبر مدن الشرق، وبسطت سيطرتها على ضفاف الفرات، جعلت من المدينتين اللتين تبعدان إلى الشرق منها مسافة 165 كم، مركزين تجاريين هامين درّا عليها الكثير من الأموال بفضل موقعهما الجغرافي والتجاري المميزين، وفضلًا عن الأهمية الجغرافية والتجارية، فإن موقع المدينتين يشكل حصنًا عسكريًا مميزًا، ويقترب طراز قلاعهما في بنائها من العمارة العسكرية البيزنطية.
وتتميز مدينة حلبية بشارع ذي أعمدة رخامية على الجانبين يمر ببابي المدينة الجنوبي والشمالي، كما وجدت كنيسة ودار للقضاء وأبراج وأهرامات استخدمت كمدافن تشبه الأهرامات التدمرية وحمام ومطابخ، وعثر على الكثير من أواني الطبخ وقطع قماشية صنعت في المدينة في ذلك الوقت، مما يدل على حضارة حقيقة ونهضة اقتصادية تميزت بها المدينة في ذلك التاريخ، كما أن زلبية تشبه توأمها في معظم تفاصيل بنائها ونمط عيش أهلها.
- دورا أوربوس:

تقع دورا أوربوس (Dura-Eupopos) إلى الجنوب الشرقي من مدينة دير الزور، بين مدينتي الميادين والبوكمال على مسافة تسعين 90 كم على الطريق المؤدية إلى مدينة البوكمال، وتمتد على الهضبة الغربية لنهر الفرات وعلى رقعة غير منتظمة الشكل تقارب مساحتها 70 هكتارًا، محاطة بأسوار منيعة تدعمها حواجز طبيعية، مما جعلها تشكل نقطة مراقبة هامة لطرق القوافل البرية والنهرية، وينتشر خارج أسوار المدينة عدد من المدافن الأرضية والبرجية وأقواس النصر وبقايا معسكر الحصار الساساني.
وقد أكتشفت المدينة في آذار عام 1920 م، أثناء حفر الجنود الإنكليز خنادق في الصحراء، سقط الجند في فراغ تكشفت جدرانه عن لوحات تحمل مشاهد حياتية ودينية لأشخاص يرتدون أثوابًا طويلة وقبعات مخروطية، مما استدعى طلب الباحث الأمريكي جيمس هنري بريستد لفحصها، وقد تقدم الباحث إثر ذلك بوصف مفصل عنها إلى أكاديمية النقوش الفرنسية التي سارعت إلى تأليف بعثة، ترأسها الباحث البلجيكي فرانس كومان F.Cumont، عملت في الموقع من عام 1922 إلى 1924، وتمكنت في نهايتها من الإعلان بأن الموقع هو مدينة دورا أوربوس.
تم تأسيس دورا أوربوس مع نهاية القرن الرابع قبل الميلاد، على يد أحد ضباط الملك سلوقوس الأول، كحامية عسكرية مقدونية بسيطة، محتمية بقلعة حصينة تمكنها من بسط السيطرة على الفرات الواصل بين عاصمتي الإمبراطورية السلوقية أنطاكية وسلوقية (على نهر دجلة) وقد عدد سكانها في ذلك الوقت بما يتراوح بين 6 آلاف و8 آلاف نسمة، ويبين اسم دورا أوربوس أصلها، فكلمة دورا تعني الحصن باللغة الآشورية-البابلية أو الآرامية وأوربوس اسم مسقط رأس سلوقوس الأول، وتحولت هذه الحامية إلى مدينة في القرن الثاني قبل الميلاد حين اكتملت تحصيناتها الخارجية وتقسيماتها الداخلية وفق النموذج الإغريقي الخالص.
مع بداية القرن الثاني قبل الميلاد هاجم البارثيون القادمون من بلاد فارس المدينة، ومن أجل الدفاع عنها، تم استكمال بناء أسوارها بمادة اللبن بدلًا من الحجر المنحوت، ولكن لم يكتب لمباني ساحتها المركزية أن تستكمل، فقد وقعت المدينة تحت السيطرة البارثية عام 113 قبل الميلاد، وبقيت لثلاثة قرون خاضعة للإمبراطورية البارثية، وعاشت في هذه المرحلة عصرها الذهبي من حيث السلام والتآخي بين الأديان، وفي عام 165 م احتل الرومان المدينة لتعود ثانية حصنًا عسكريًا مدافعًا عن الحدود الشرقية للإمبراطورية الرومانية وأصبح سكانها مواطنين رومان بفضل مرسوم أصدره الإمبراطور كركلا، وأضاف الرومان إلى المدينة بعضًا من أقواس النصر والمعابد العسكرية والقصور، ولم يدم حكمهم للمدينة أكثر من قرن، عندما أعاد الساسانيون احتلالها، ودمروها على يد شابور الأول عام 256 م، وتركوها أثرًا بعد عين، إذ زارها بعد قرن من هذا التاريخ الإمبراطور الروماني جوليان فوجدها مدينة أشباح، وهجرت المدينة إلى القرن السابع الميلادي، ثم استوطنتها مجموعة عربية أموية بجوار قلعتها قبل أن تترك للنسيان.

### المتاحف
تضم مدينة دير الزور متحفين وهما:

#### متحف دير الزور

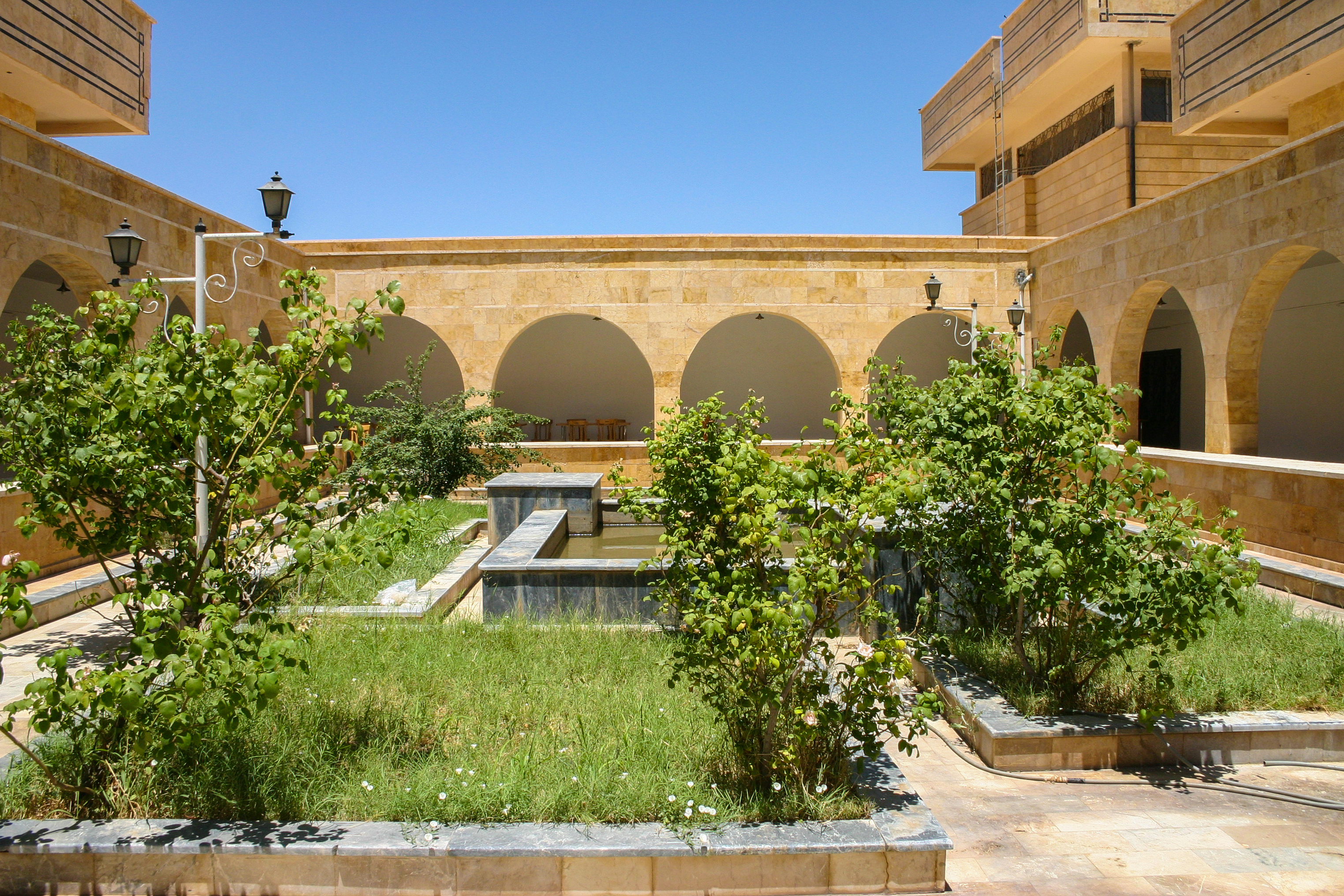
متحف دير الزور.

يعتبر أحد أكبر المتاحف في سورية، وقد افتتح عام 1996 بالتعاون مع وزارة الثقافة والمعهد السياحي الالماني، وصمم بناؤه لكي يستوعب معظم الآثار المكتشفة في محافظة دير الزور، ويضم ما يقارب 25,000 قطعة أثرية، نقل بعضها إلى المتحف الوطني بدمشق والبعض الآخر لمتاحف خارجية كاللوفر. ويتوزع المتحف على خمسة أجنحة أساسية هي جناح أثار ما قبل التاريخ وجناح الآثار السورية القديمة، وجناح الآثار الكلاسيكية، وجناح الآثار العربية الإسلامية، ثم جناح التقاليد الشعبية.
وقد تم تزويد المتحف بالقطع الأثرية المكتشفة، مع لوحات بيانية وتعريفية، ويمتاز هذا المتحف بإعادة بناء بعض المواقع، مثل المنزل القديم في بقرص العائد إلى العصر الحجري الحديث، ومدخل تل بدري من الألف الثالث قبل الميلاد وقاعة العرش في ماري، ومدخل قصر شاديكاني الذي يعود إلى الألف الأول قبل الميلاد من تل عجاجة، ثم هيكل معبد بل في دورا أوربوس من القرن الثاني الميلادي، ثم واجهة قصر الحير الشرقي من القرن الثامن الميلادي، ثم مشهد رؤساء العشائر في مقاهي دير الزور تصور الحياة الشعبية.

#### متحف التقاليد الشعبيّة

متحف التقاليد الشعبية (دير الزور).

يعتبر متحف التقاليد الشعبيّة أقدم متاحف مدينة دير الزور، وقد أسسه العلامة عبد القادر عياش عام 1957 على نفقته الخاصة، وقد حرص على جمع الكثير من الأدوات والألبسة التي أستعملها السكان في وادي الفرات وكثير من الكتب والوثائق والصور التي تعد جزءًا من تاريخهم الأجتماعي والثقافي، ويعود تاريخ بناء متحف التقاليد الشعبية الحالي إلى عام 1930 في عهد الرئيس تاج الدين الحسيني، حيث كان دارًا للحكومة ثم تحول بعدها إلى دار للقضاء وفي عام 1983 تحول البناء إلى متحف وطني جمعت فيه اللقى الأثرية التي جمعتها بعثات التنقيب الأثرية في محافظة دير الزور ليتم بعدها تخصيصه كمتحف للتقاليد الشعبية في عام 1996.
ويقع المتحف في شارع الجسرين قرب الجسر العتيق، وهذه الأهمية التاريخية للمبنى وموقعه المتوسط للمدينة ومجاورته للمدينة القديمة (الدير العتيق) جعله مركزا مهما لاستقطاب السياح والباحثين، ويضم المتحف 19 غرفةً موزعةً على طابقين، تشمل قاعة للأزياء الرجالية وقاعة أخرى تمثل غرفة المعيشة القديمة وقاعة للحياة البدوية وقاعتين كمخبر وورشة فنية للترميم، بالإضافة إلى قاعة خاصة بالساعات القديمة والمعروضات الفنية من لوحات وأعمال فنانين راحلين من دير الزور، وقاعة أخرى تخص أدوات الزينة الرجالية ومسابح وخناجر وأسلحة نارية وقاعة تخص أدوات المطبخ والخزفيات تعود لنهايات الفترة العثمانية، كما توجد قاعة تختص بالحلي النسائية من فضيات وأدوات تستخدم في الحمام تعود للقرن التاسع عشر.

## الثقافة

### الرياضة
تعتبر كرة القدم الرياضة الأكثر شعبية في دير الزور، وتحوي المدينة أحد أقدم أندية كرة القدم في سورية وهو نادي الفتوة الذي تأسس عام 1930، وله عدد من الألقاب الرياضية البارزة على مستوى الجمهورية، حيث فاز مرتين بلقب البطولة في الدوري السوري ونال كأس الجمهورية السورية أربع مرات. بعض النوادي الأخرى مثل اليقظة مصنف حاليًا ضمن الدرجة الثانيّة وله جماهيره في المدينة، التي تحوي ملعبًا بلديًا كبيرًا ومسبحًا، وهناك أيضًا ولكن بشعبية أقل فرقًا وملاعب لكرة السلة واللياقة البدنيّة وغيرها من الرياضات.

### المسارح ودور الثقافة

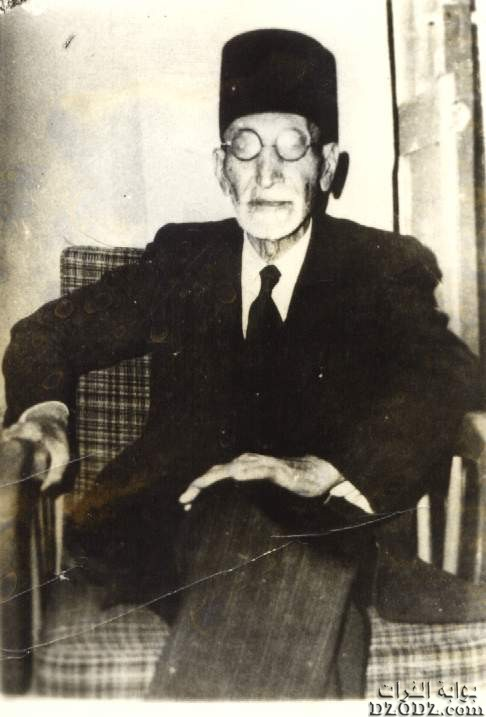
شاعر دير الزور الكبير الأستاذ محمد الفراتي.

صدرت عدة مجلات في مدينة دير الزور ومن أقدمها:
1. مجلة «جول» أول مجلة توزع في دير الزور وتصدر في حلب في أواخر الحكم العثماني في عام 1916، وكانت تنشر باللغتين العربيّة والتركيّة.
2. مجلة «صوت الفرات» أصدرها العلامة عبد القادر عياش عام 1945، وهي المجلة الوحيدة التي كانت تطبع في دير الزور، وتعنى بالثقافة والبحوث الخاصة بمنطقة وادي الفرات.[127]

وفي عام 1918 أنشأ أول مركز ثقافي باسم «النادي العربي»، وخلال مرحلة الانتداب الفرنسي على سوريا ازداد عدد النوادي والجمعيات الأدبيّة والتي لم تكن تخلو من البعد السياسي ومقارعة الانتداب، ومنها:
1. نادي الفرات الأدبي عام 1933.
2. نادي الجراح عام 1933 والذي أشرف على إصدار «جريدة الفرات» عام 1942.
3. نادي البيت الثقافي اسسه العلامة عبد القادر عياش عام 1944.
4. النادي الثقافي عام 1946 والذي أغلق مرتين أواخر عهد الانتداب، واصدر «مجلة الثقافة» وكان رواده بشكل أساسي من أنصار حزب البعث.[128]
5. رابطة الكواكبي تأسست بعد الاستقلال عام 1954.
6. رابطة الوعي عام 1963.
7. نادي ابن خلدون عام 1963.

غير أن أغلب هذه الدور التي تعكس حركة ثقافية نشطة خلال فترة الجمهوريّة الأولى وماقبلها قد تضآلت أهميتها وأغلقت معظمها بعد ثورة الثامن من آذار، واكتفي بما تديره مديرية الثقافة الرسميّة من مكتبات عامة وقاعات للمطالعة ضمن المركز الثقافي.
أما المسرح، فإن تاريخه في دير الزور يعود للعام 1926، وتكاثرت المسارح الخاصة ضمن المدارس والنوادي الثقافيّة، وأسست الحكومة مركزًا ثقافيًا يحوي مسرحًا أواخر الخمسينات كما قامت جمعية المرأة العربية بتأسيس مسرح لها في المدينة وتنظيم عدد من المعارض الفنيّة سيّما في مجالي الرسم والنحت، هذا وتحوي المدينة على عدد من دور النشر والمطابع أقدمها مطبعة الفرات والتي يعود تاريخها لعام 1936.

### العادات والتقاليد
اللباس التقليدي في دير الزور، يتمثل للنساء العازبات بثوب ملون وما يعرف محليًا باسم «الهبرية» وهي وشاح حريري ساتر للرأس بحيث لا يظهر منه سوى الوجه، وبالنسبة للمتزوجة فإن العادة تحتم أن يكون الثوب أسود اللون. أما الزي الذي ترتديه النسوة في الزيارات العامة والأفراح يعرف باسم «الزبون» وهو يشابه اللباس العام، وكانت النساء في السابق تعلق على الجبين ليرة ذهبيّة منسدلة من الهبرية، كما يعتبر وضع الحلق في الأنف من عناصر الزي التقليدي إلى جانب وشم الوجه سيّما الحنك، ويدعى في اللهجة المحليّة «الدّق». أما الرجال، فالثوب التقليدي يتكون من جلابيّة تعلوها سترة في حين يوضع الشماخ على الرأس، ويذكر أن أعدادًا متزايدة من السكان أخذت تتخلى عن الزي التقليدي.
أما فيما يخصّ الزواج، فإن حفلات الزواج التقليدية تستمر لمدة أسبوع كامل يختتم بيوم الحنّة الذي يليه ما يعرف محليًا باسم «صمدة العروس» قبل نقلها إلى بيت زوجها، وبعد الانتقال يتم تقديم طعام الصباح للعروسين ولمدة أسبوع من قبل أهل العروس، وأغلب الزيجات سابقًا كان تتم بين أبناء العمومة بغض النظر عن الفارق العمري أو الثقافي، وتعرف هذه العادة باسم «الجيارة» غير أنها انحسرت بشكل كبير بعد انتشار التمدّن بقيمه الحديثة في المجتمع الديري. وإلى جانب الزواج فإن مناسبات الولادة والختان وعودة الحجاج من المناسبات التي تترافق باحتفالات باذخة تمتد عدة أيام في المدينة.
وأما الغناء الشعبي فهو امتداد للغناء العراقي، ومن الألوان المحليّة المنتشرة عمومًا في بلاد الشام العتابا والميجانا، ولعلّ المزمار والربابة أكثر الآلات انتشارًا في ألوان الغناء الشعبي،  أما الرقص الشعبي يقوم بشكل أساسي على الدبكة.

### المطبخ
إلى جانب الأطعمة المنتشرة في المطبخ السوري بشكل عام فإن لدير الزور صنوفًا وألوانًا من الطعام تتميز بها عن سائر المناطق السوريّة، على رأسها الثريد التي تعتبر إحدى أشهر مكونات المطبخ الديري، وتصنع من الخبز المقطع على مناسف يعلوها الرز واللحم أو البامياء. ومن المأكولات المحليّة أيضًا الهبيط وهو وجبة من اللحم والمرق يضاف إليها التمر والبصل. هناك أيضًا «الفورة» وهي مزيج من اللوبياء المجففة مع الكشك والسمن، والسليقة أي القمح المسلوق قبل تجفيفه وتحويله إلى برغل، والكليجة من الحلويات التقليدية مكونة من الدقيق والسمن والسكر والبيض ومحشية بالجوز واللوز والتمر.
أغلب هذه المأكولات التي تنتشر في المدينة، تنتشر أيضًا في الرقة والحسكة وبعض مناطق العراق.

## أعلام
من أعلام مدينة دير الزور (مرتبين على حروف الهجاء):
- حيدر البدراني البَشْعان الشاعر الأديب.
- حيدر الغديِّر الشاعر الأديب.
- عُبيدة البَنْكي خطاط مصحف قطر.
- محسن خرابة البدراني العالم اللغوي.
- وليد مشوِّح الكاتب والشاعر والناقد.

## صور

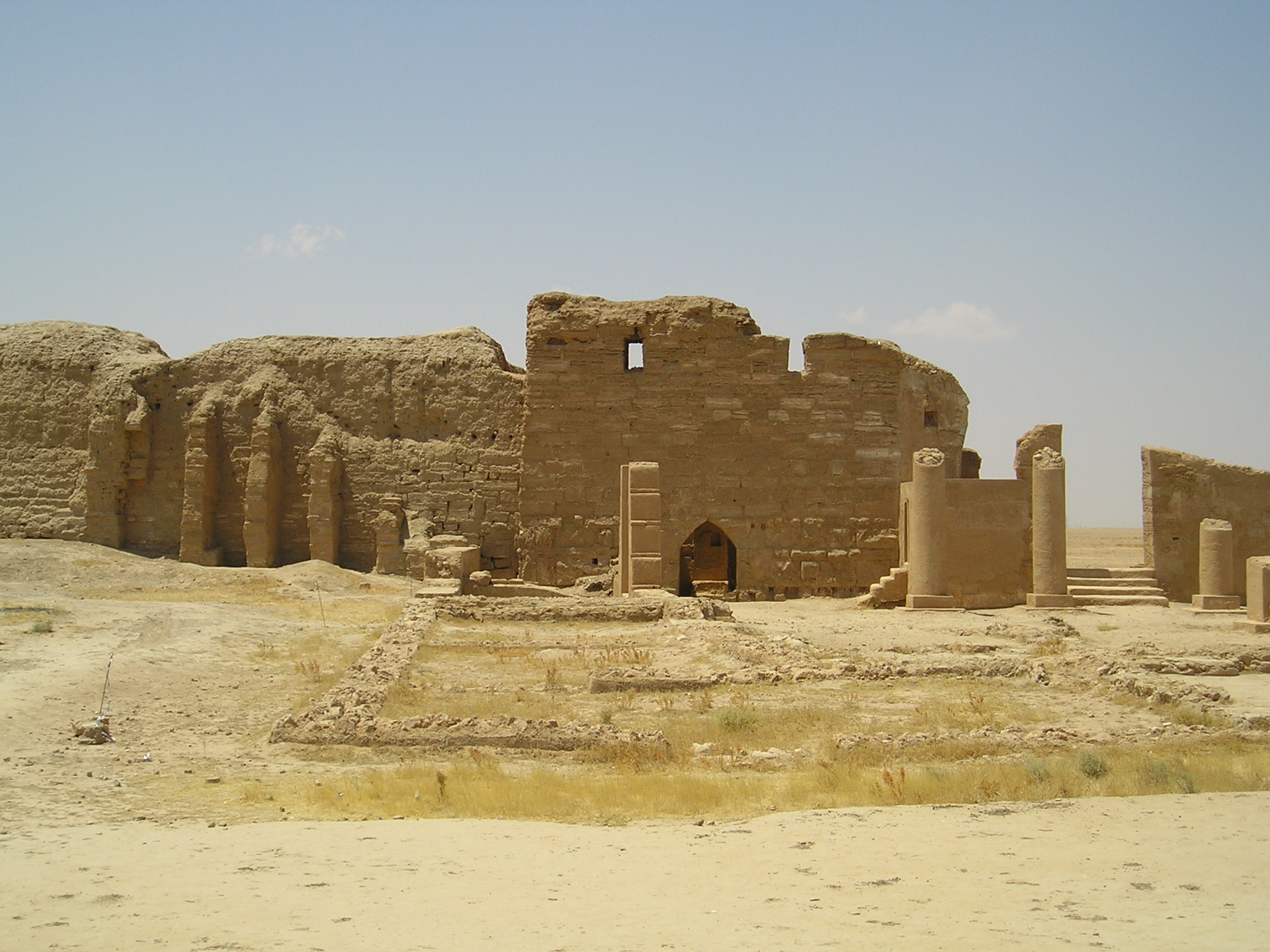
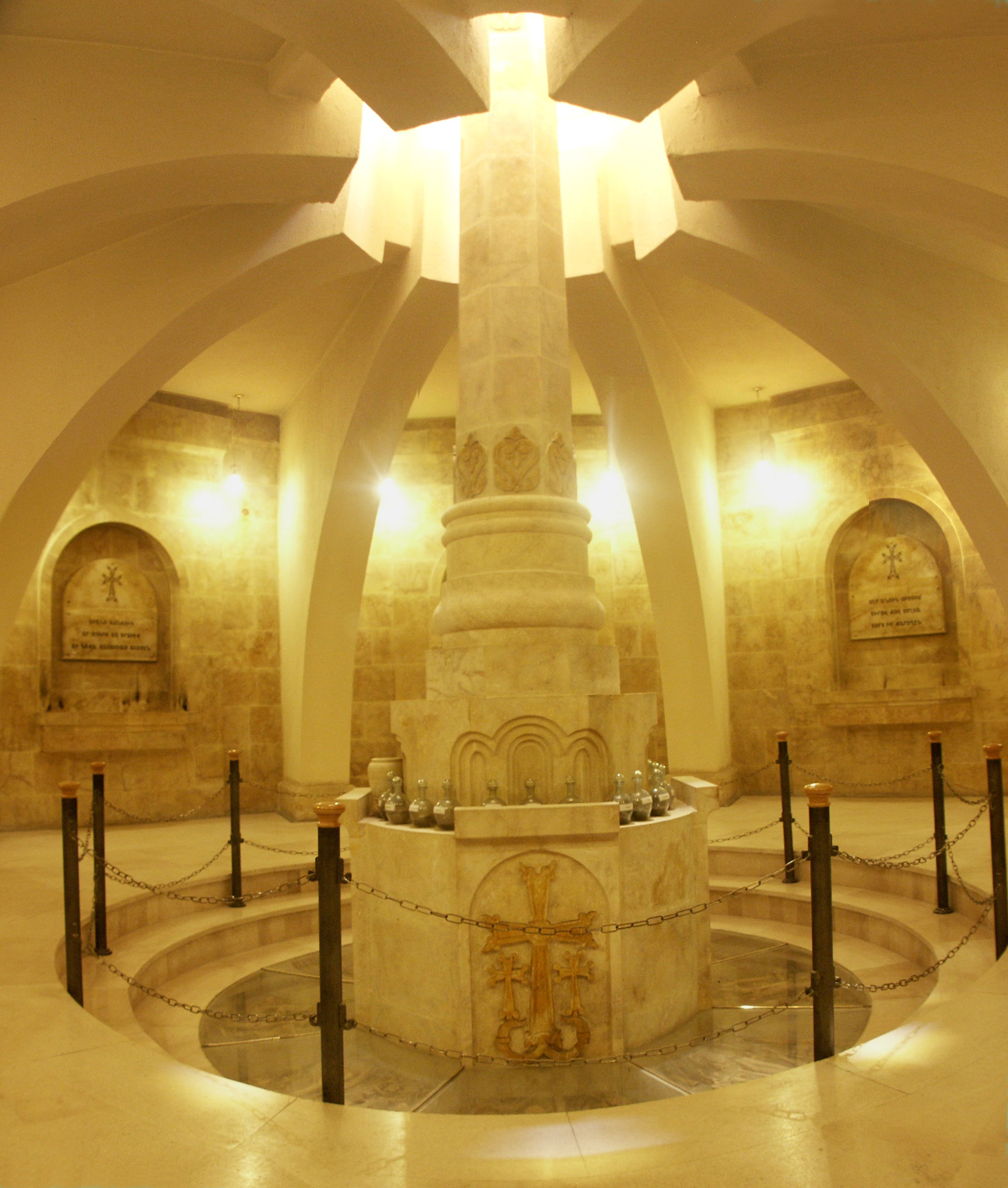
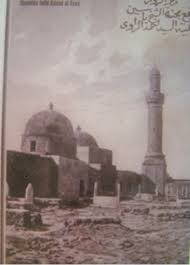

## مدن شقيقة
- أرمافير،  أرمينيا.[140]

## مواقع خارجية
- دير الزور الإلكترونية.
- المدينة الصناعية بدير الزور.
- بوابة المجتمع الأهلي لدير الزور.